# Museen in Basel

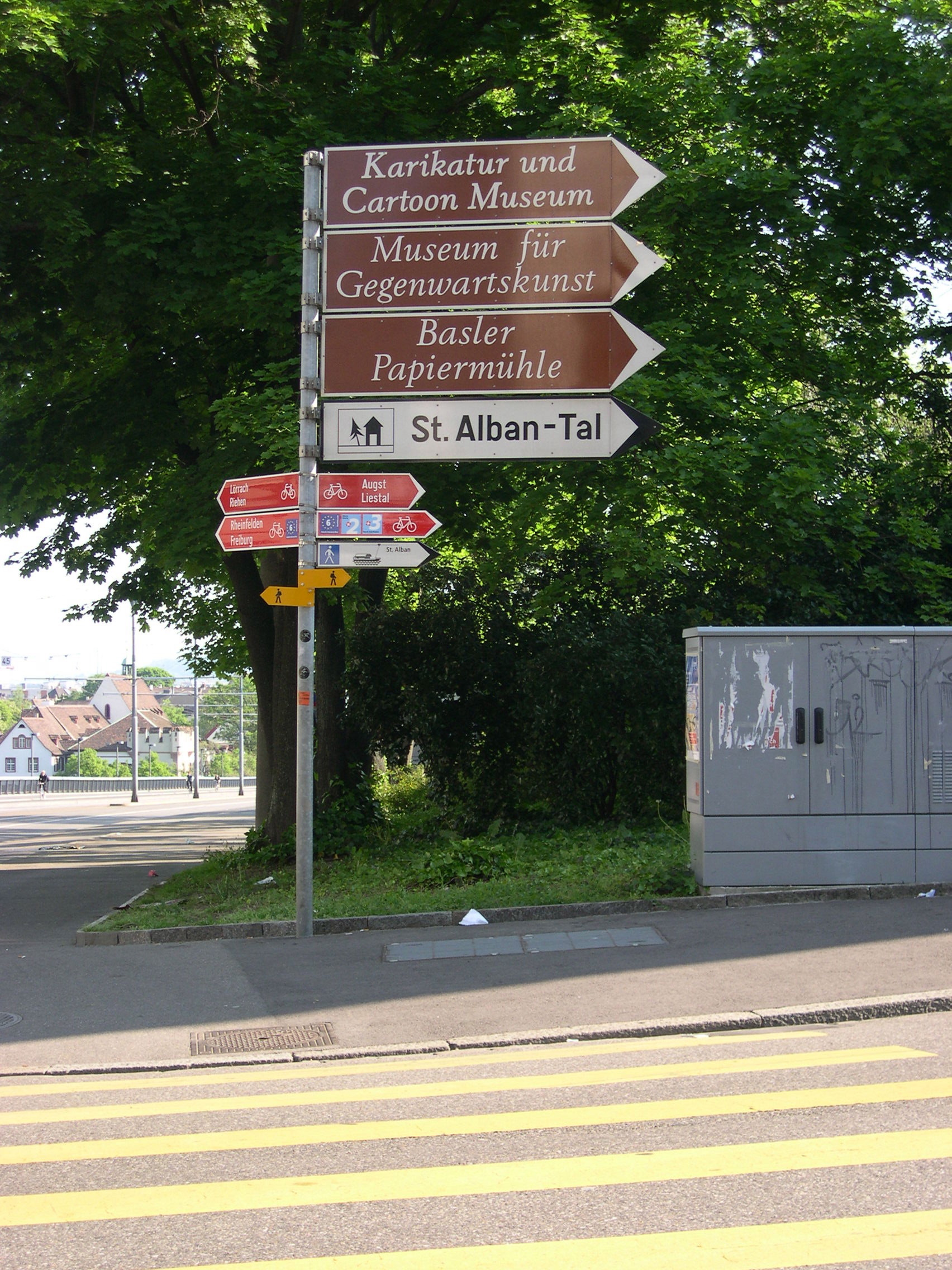
Museumswegweiser in Basel

Als Museen in Basel wird eine Reihe von Museen in der Schweizer Stadt Basel und ihrem Einzugsgebiet zusammengefasst. Sie decken ein weites Sammlungsspektrum ab, ihr Schwerpunkt liegt auf der bildenden Kunst. Sie beherbergen zahlreiche Bestände von internationaler Bedeutung. Mindestens drei Dutzend Häuser, die heimatkundlichen Sammlungen in den Vororten nicht mitgerechnet, stellen eine ausserordentlich hohe Museumsdichte im Vergleich mit Stadtregionen ähnlicher Grösse dar. Sie haben jährlich gegen eineinhalb Millionen Besucher.
Die Museen, die einen wesentlichen, identitätsstiftenden Teil der Basler Kultur und Kulturpolitik ausmachen, gründen in einer eng verflochtenen privaten und staatlichen Sammlungstätigkeit und Kulturförderung, die bis ins 16. Jahrhundert zurückreicht. Die staatlichen Museen des Kantons Basel-Stadt sind aus dem 1661 erfolgten Ankauf des privaten Amerbach-Kabinetts durch Stadt und Universität Basel entstanden und damit die älteste ununterbrochen bestehende Museumssammlung eines bürgerlichen respektive öffentlichen Gemeinwesens der Welt. Seit den 1980er-Jahren sind mehrere Sammlungen in Neubauten zugänglich gemacht worden, die als avantgardistische Museumsarchitektur Bekanntheit erlangt haben.

## Museumslandschaft
Der Sammlungsschwerpunkt der Basler Museen liegt auf der bildenden Kunst – Malerei, Zeichnung und Plastik. Über ein Dutzend Museen decken ein Spektrum ab, das vom Altertum bis zur Gegenwart reicht und sowohl historisches und etabliertes als auch noch pionierhaftes Kunstschaffen zeigt. Besonders letzteres ist in den vergangenen zwei Jahrzehnten in neu eröffneten Museen zugänglich gemacht worden. Lokale und regionale Bestände sind präsent, doch ist ein wichtiges Merkmal vor allem der grossen Häuser ihre internationale Ausrichtung und Ausstrahlung. Dazu beigetragen haben eine lange und im Gegensatz zu vielen mitteleuropäischen Museen von den Kriegen des 20. Jahrhunderts unberührte Sammlungstradition sowie die herkömmlich gute Vernetzung des Standorts Basel mit dem Kunsthändler- und Kunstsammlermarkt, etwa durch die Art Basel.

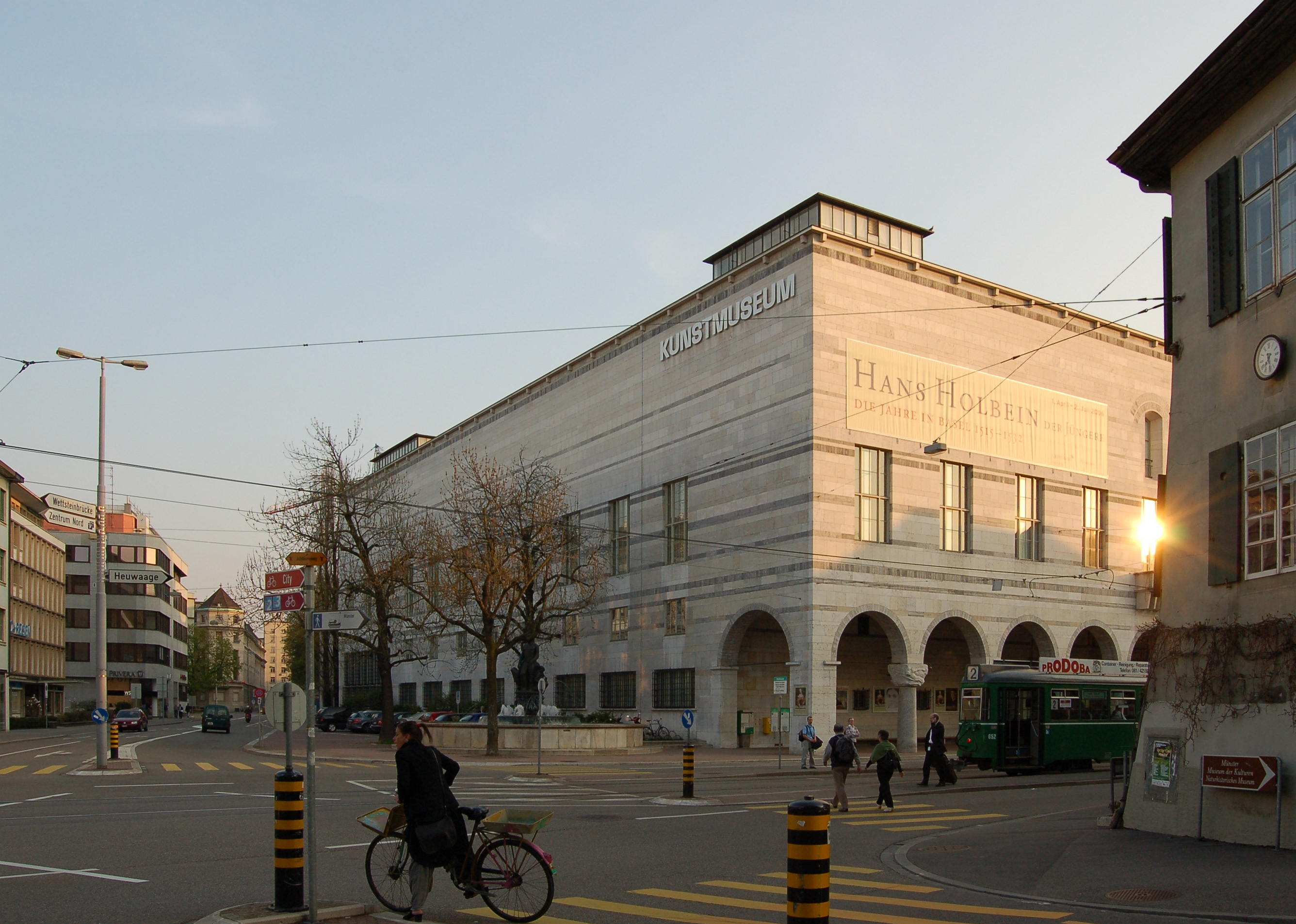
Kunstmuseum Basel; Malerei und Zeichnung oberrheinischer Künstler des 14. bis 16. Jh., Kunst des 19. und 20. Jh.
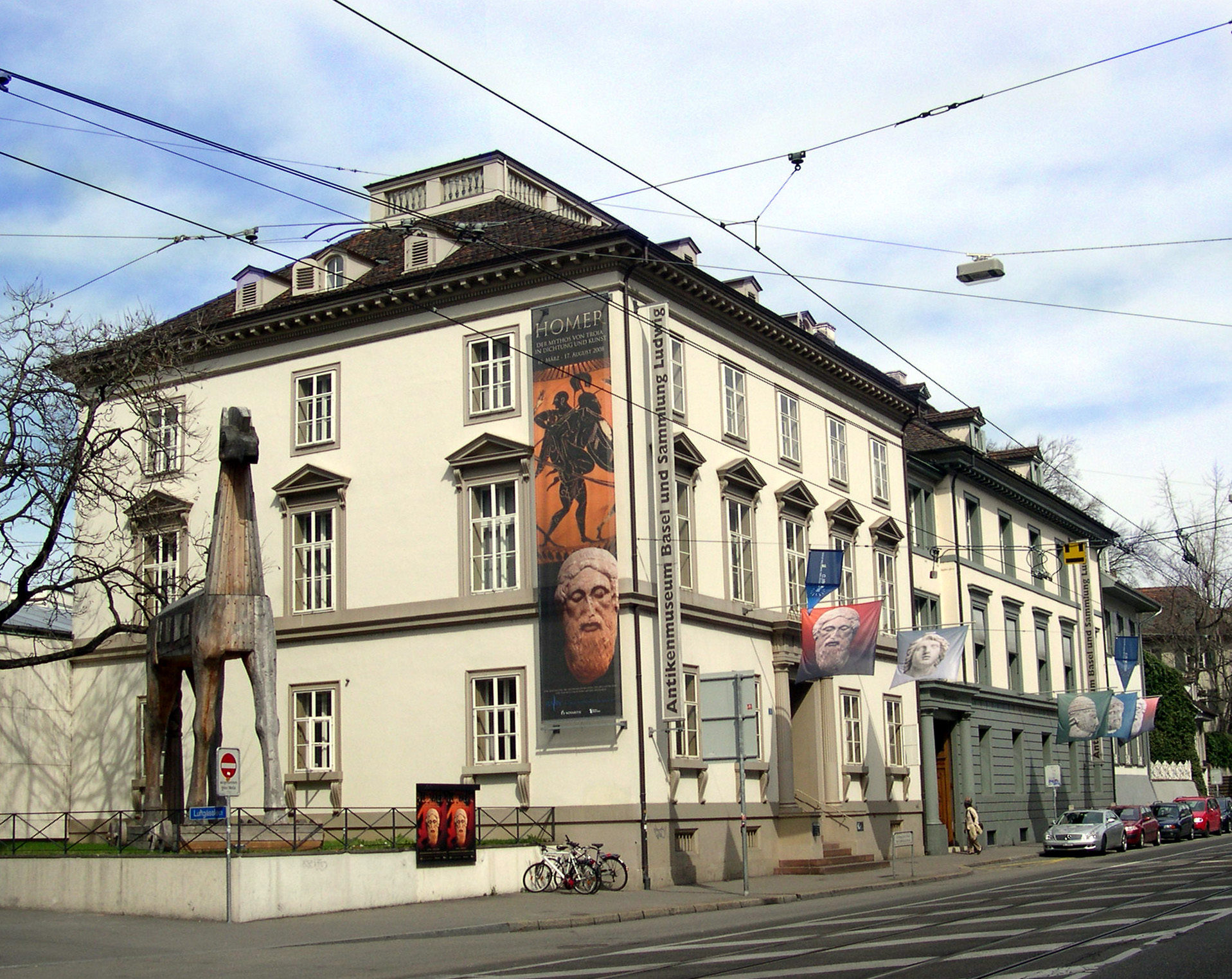
Antikenmuseum Basel und Sammlung Ludwig; antike Kunst und Kultur des Mittelmeerraums
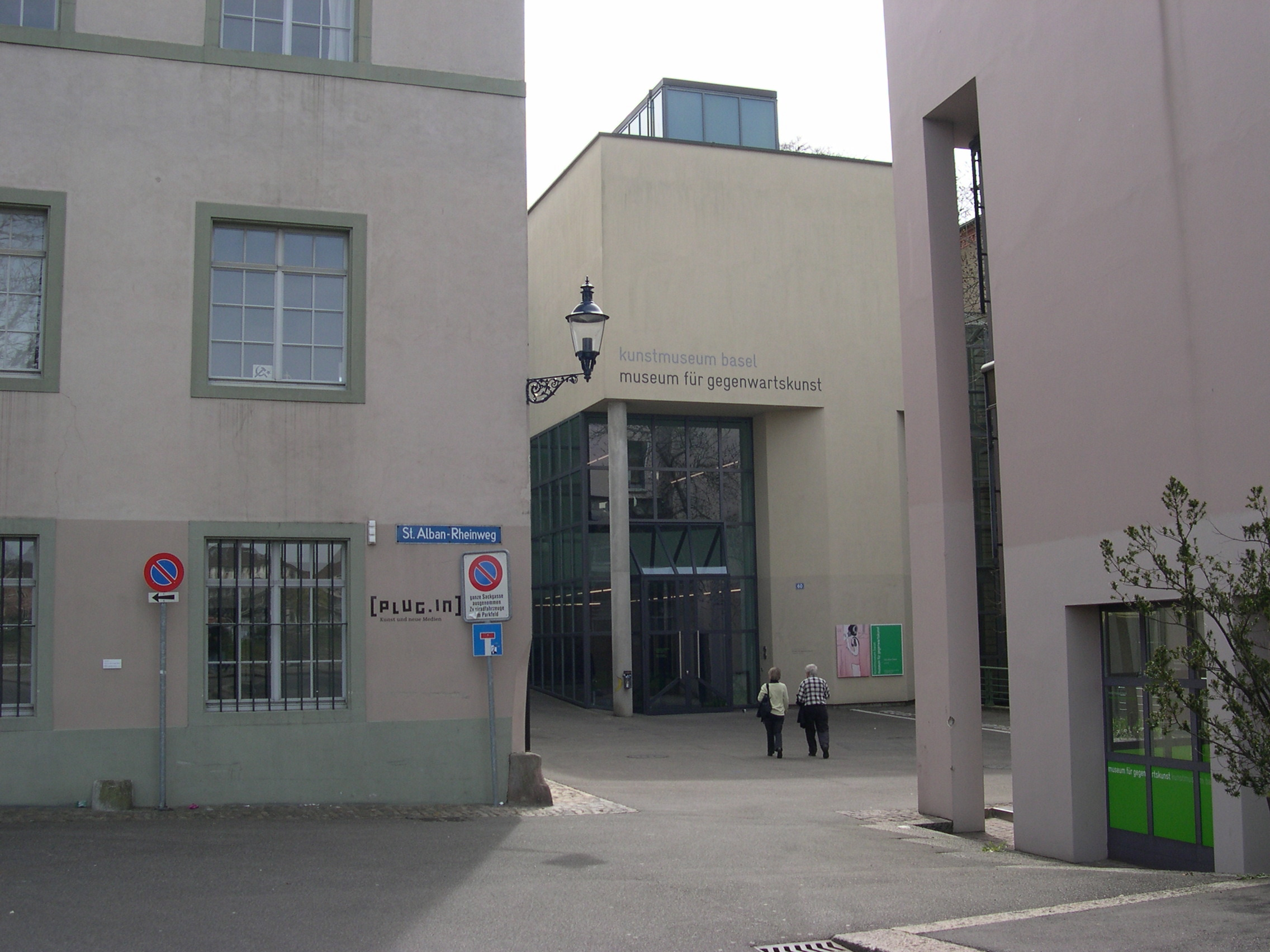
Museum für Gegenwartskunst und Medienkunstbetrieb; zeitgenössisch-avantgardistische Kunst von den 1960er-Jahren bis zur Gegenwart
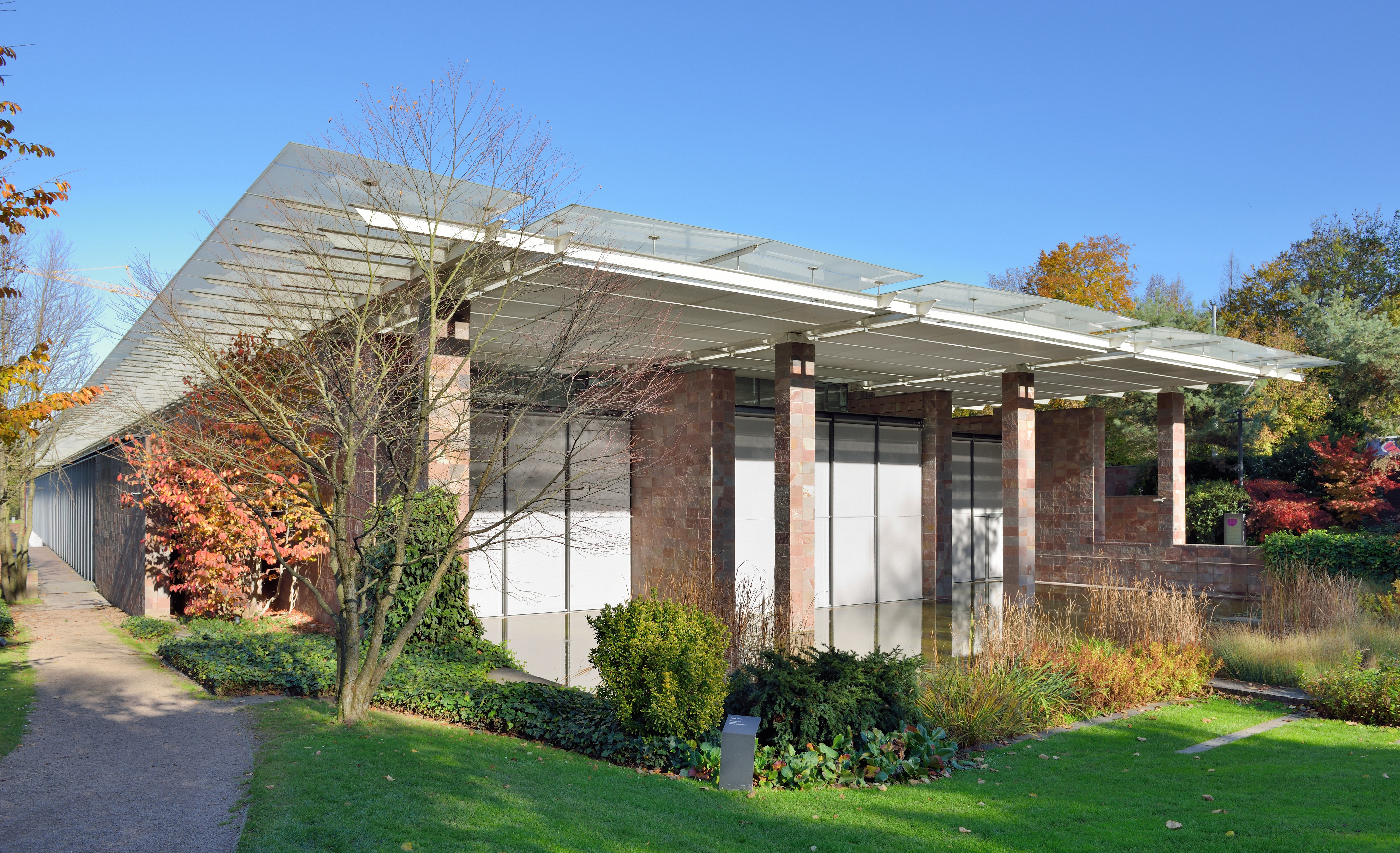
Fondation Beyeler; klassische Moderne des 20. Jh.

Zahlreiche Museen beschäftigen sich mit verschiedensten kulturgeschichtlichen und ethnologischen Themen. Es bestehen auch technische und naturwissenschaftliche Sammlungen. Die Museen sind nach wie vor an den wissenschaftlichen Aufgaben des Sammelns, Erhaltens und Ausstellens sowie des Forschens und Bildens ausgerichtet oder verstehen diese im Mindesten als Teil ihres Wirkens. Wie anderswo auch hat sich aber seit den 1960er-Jahren das traditionelle Selbstbild aufgelöst. Neben den neuen Formen des Publikumskontakts (Museumspädagogik beziehungsweise -didaktik) sind institutionelle Mischformen entstanden, die aktiv eine gesellschaftspolitisch relevante Rolle anstreben und in denen der Museumsbetrieb nur eine, wenn auch wichtige Facette eines umfassenderen Kulturbetriebs formt.

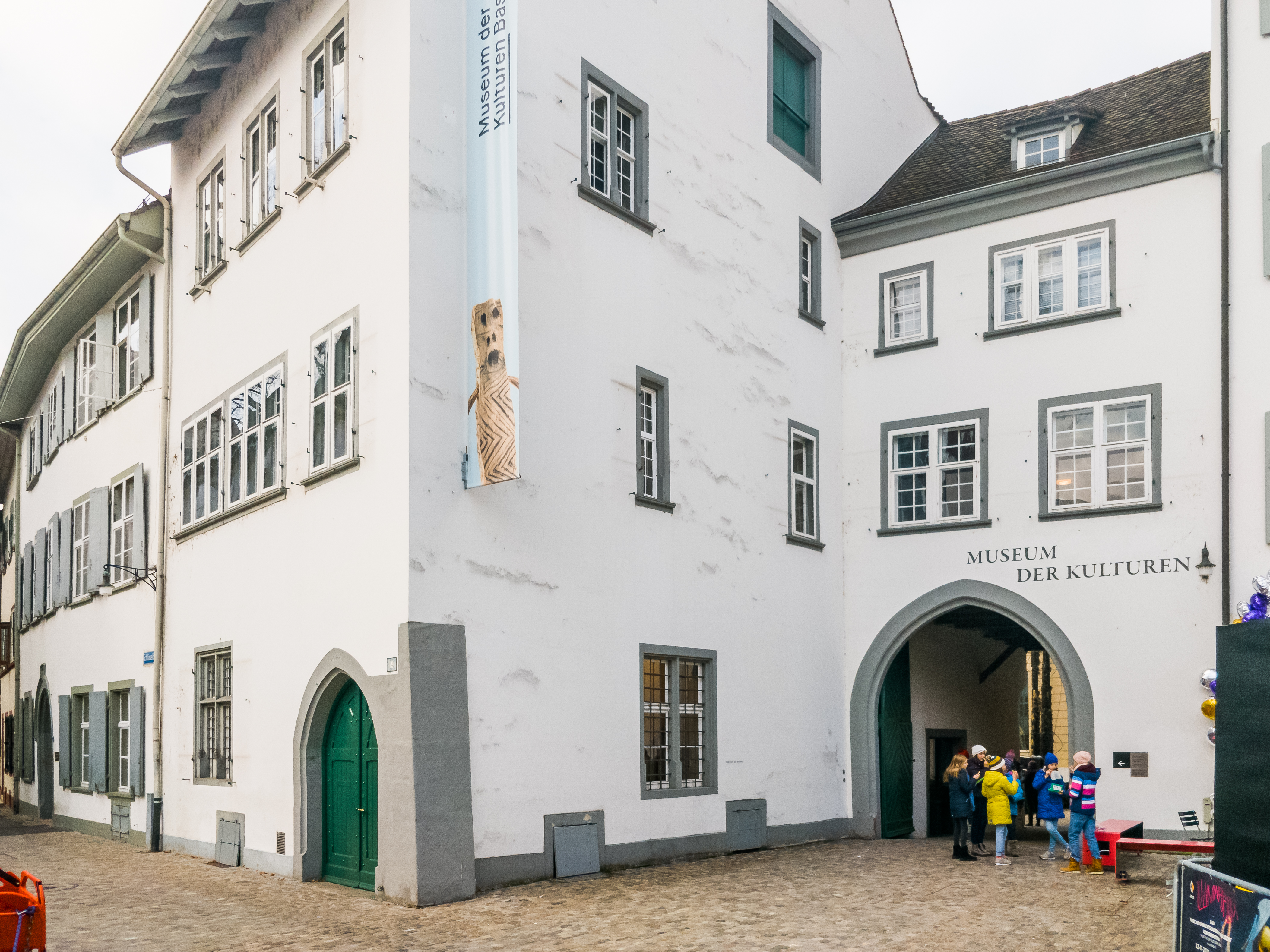
Museum der Kulturen Basel; europäische und aussereuropäische Ethnologie (Tibet, Bali, Südsee, Altamerika)
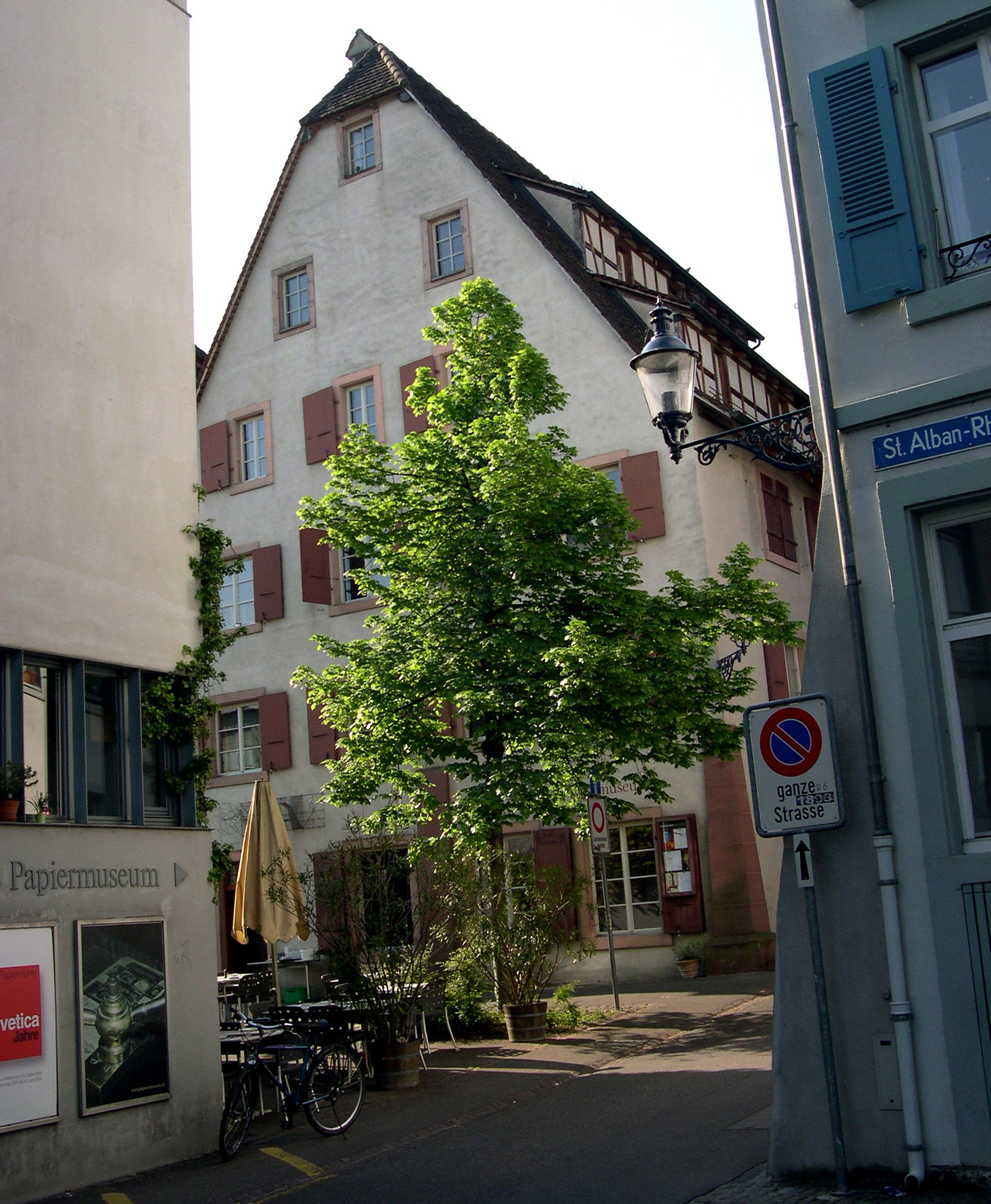
Schweizerisches Papiermuseum – Basler Papiermühle; Papierproduktion und Schriftkultur
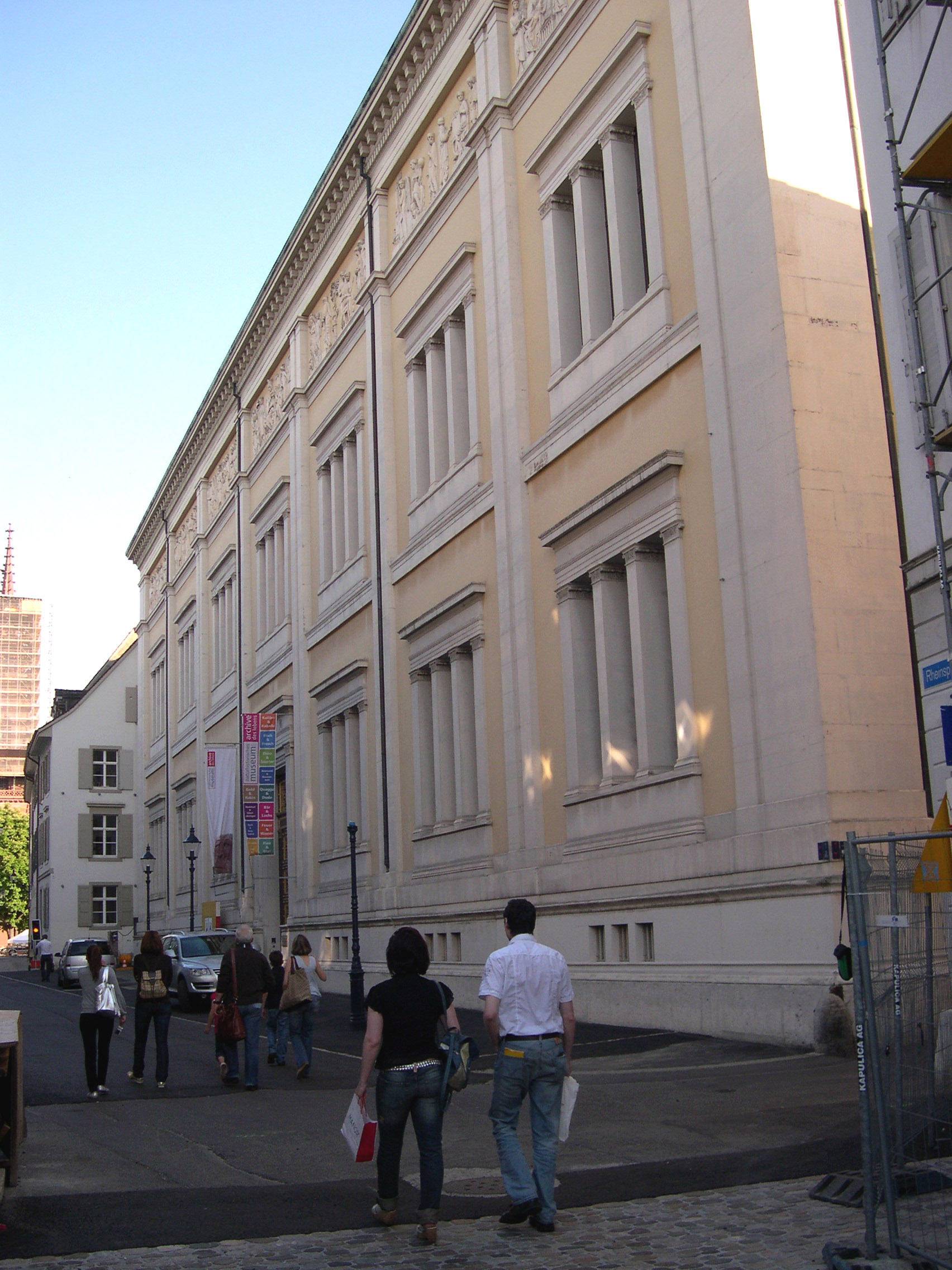
Naturhistorisches Museum Basel; Zoologie, Entomologie, Mineralogie, Anthropologie, Osteologie und Paläontologie
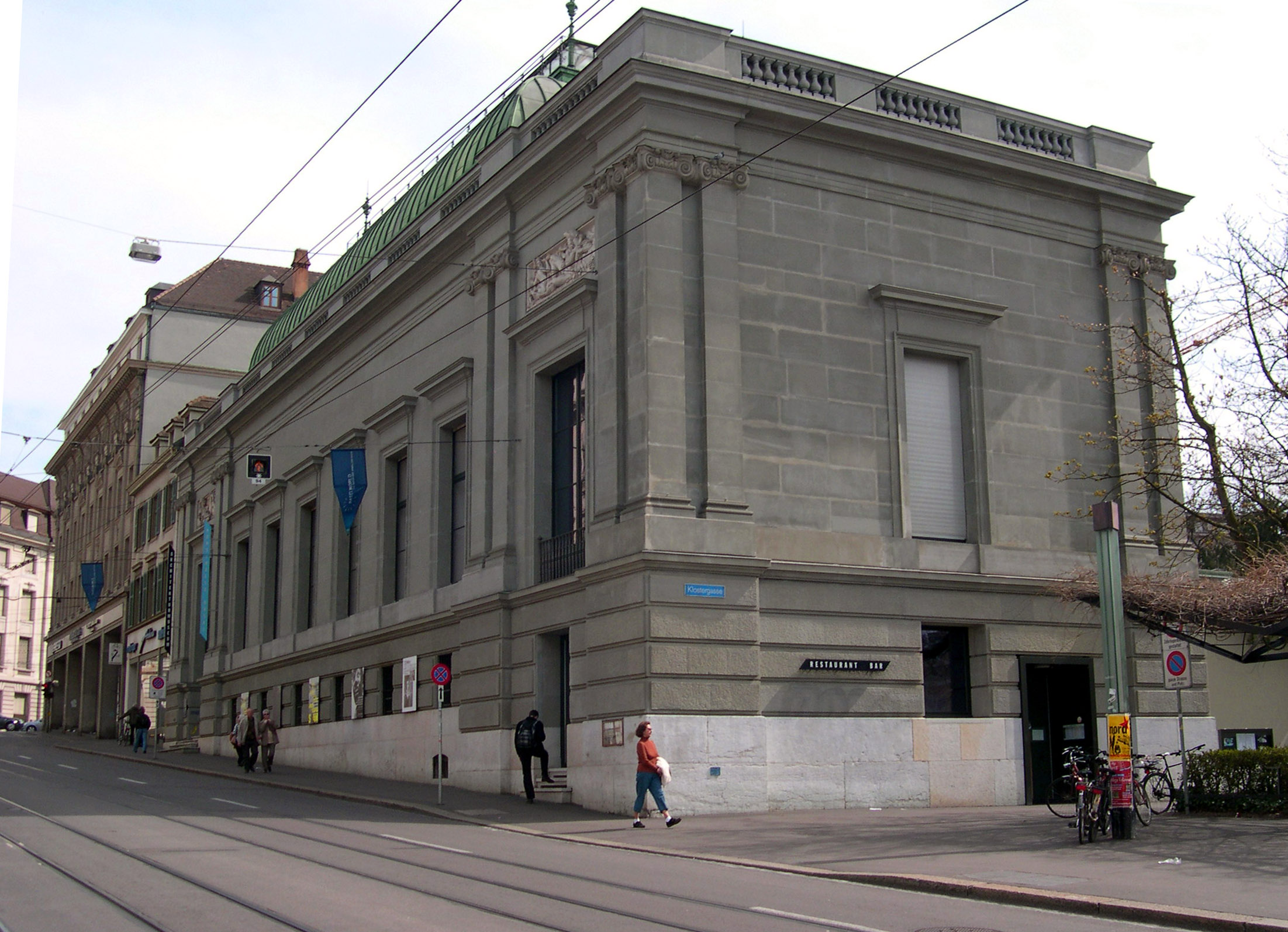
S AM Schweizerisches Architekturmuseum in der Kunsthalle Basel; internationale Architektur und Urbanismus der Gegenwart

Die Museumsarchitektur gewann mit der zunehmenden Ästhetisierung der Lebenswelt seit den 1980er-Jahren an Stellenwert. Eine postmoderne und dekonstruktivistische Formensprache hat auffällig oft bei Ausstellungsbauten Anwendung gefunden. Auch in und um Basel sind Neu-, An- oder Umbauten entstanden, die von national und international erfolgreichen Architekten (Renzo Piano, Zaha Hadid, Frank O. Gehry, Steib+Steib, Herzog & de Meuron, Mario Botta) entworfen worden sind und als avantgardistische Museumsarchitektur Anerkennung finden. Bei einigen Museen ist die Bausubstanz hingegen alt bis sehr alt, da es sich um ehemalige Wohn- und Geschäftshäuser oder um Klöster und Kirchen handelt, die zu Ausstellungszwecken umfunktioniert worden sind.

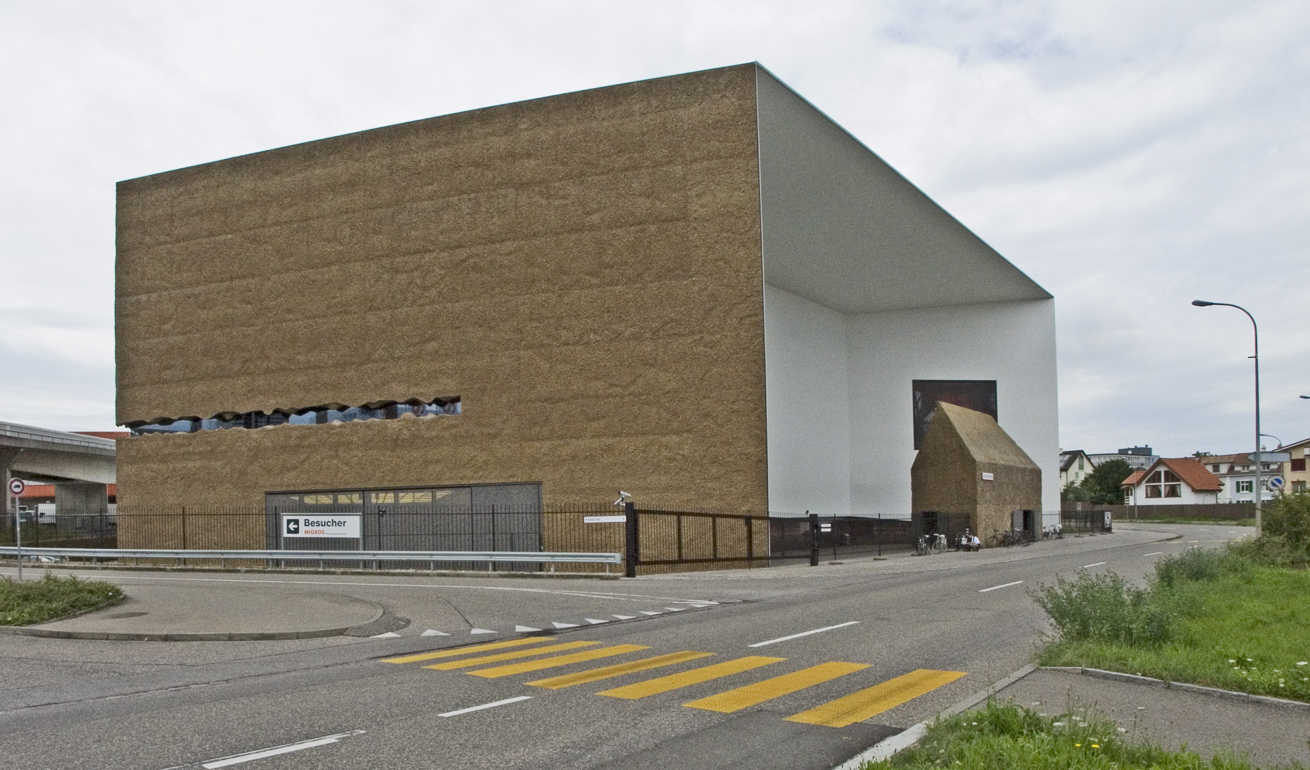
Schaulager (Architekten Herzog & de Meuron); Emmanuel Hoffmann-Stiftung
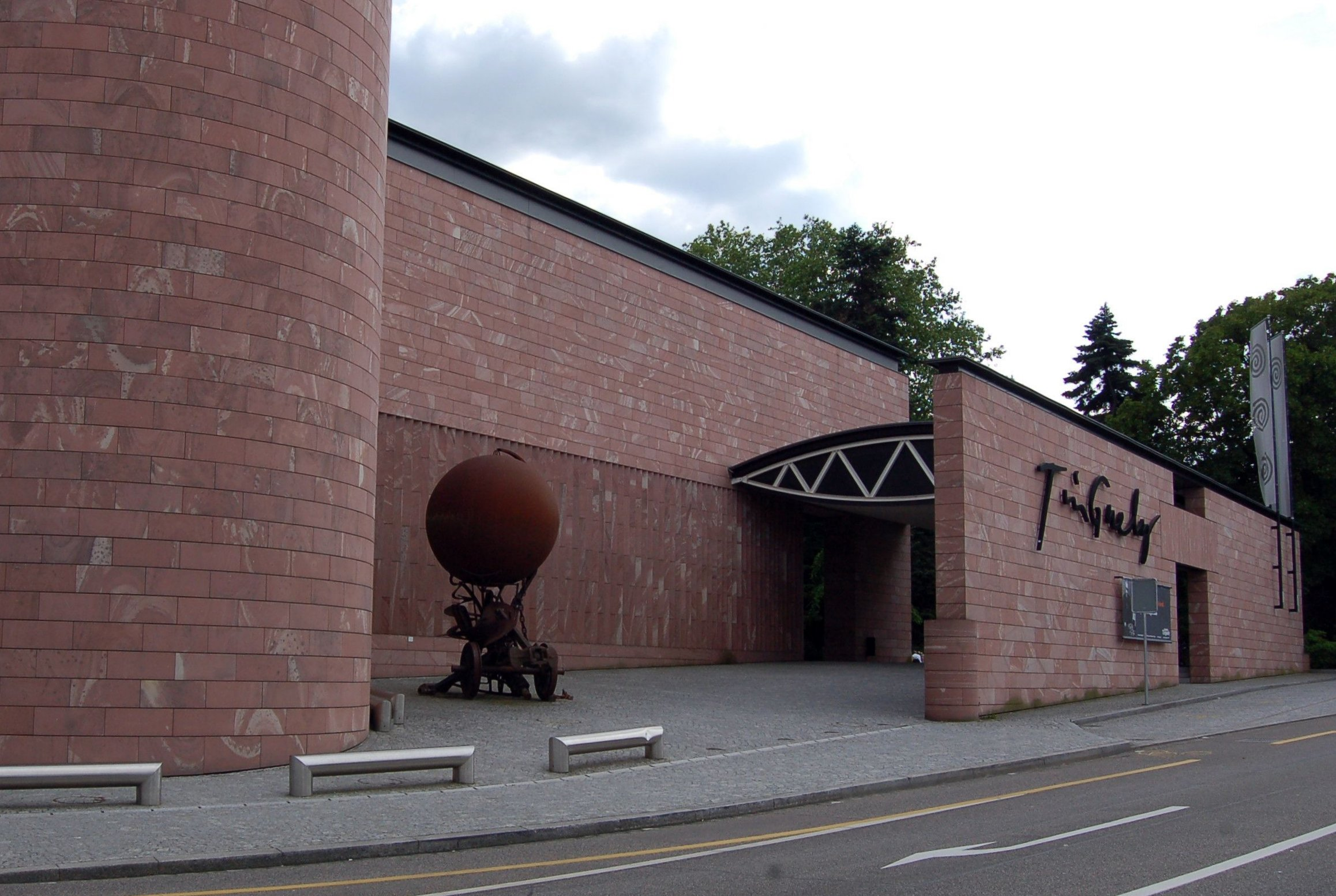
Museum Tinguely (Architekt Mario Botta); Jean Tinguely und Zeitgenossen
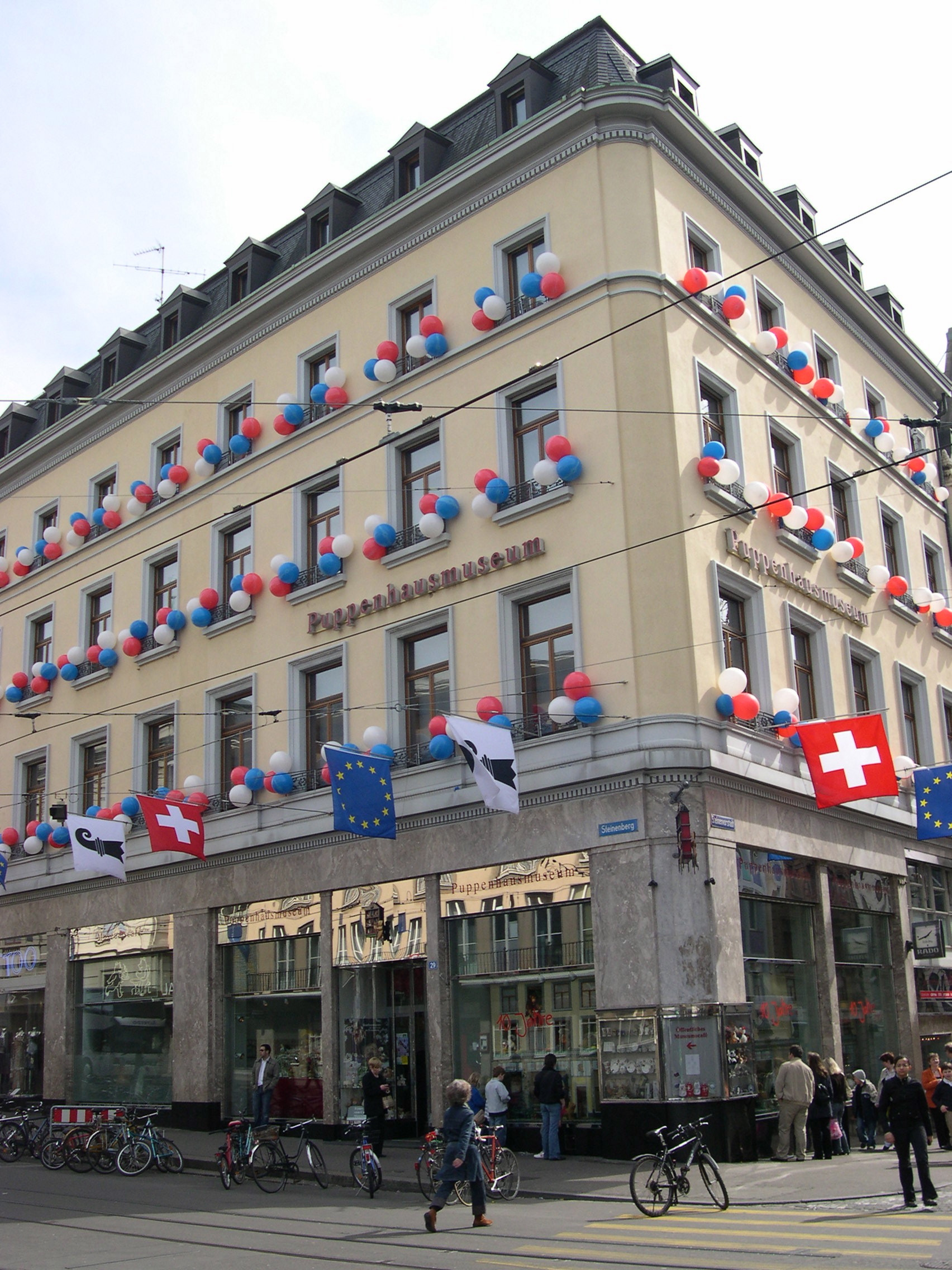
Spielzeug Welten Museum Basel am Barfüsserplatz; Puppen, Teddys, Miniaturen
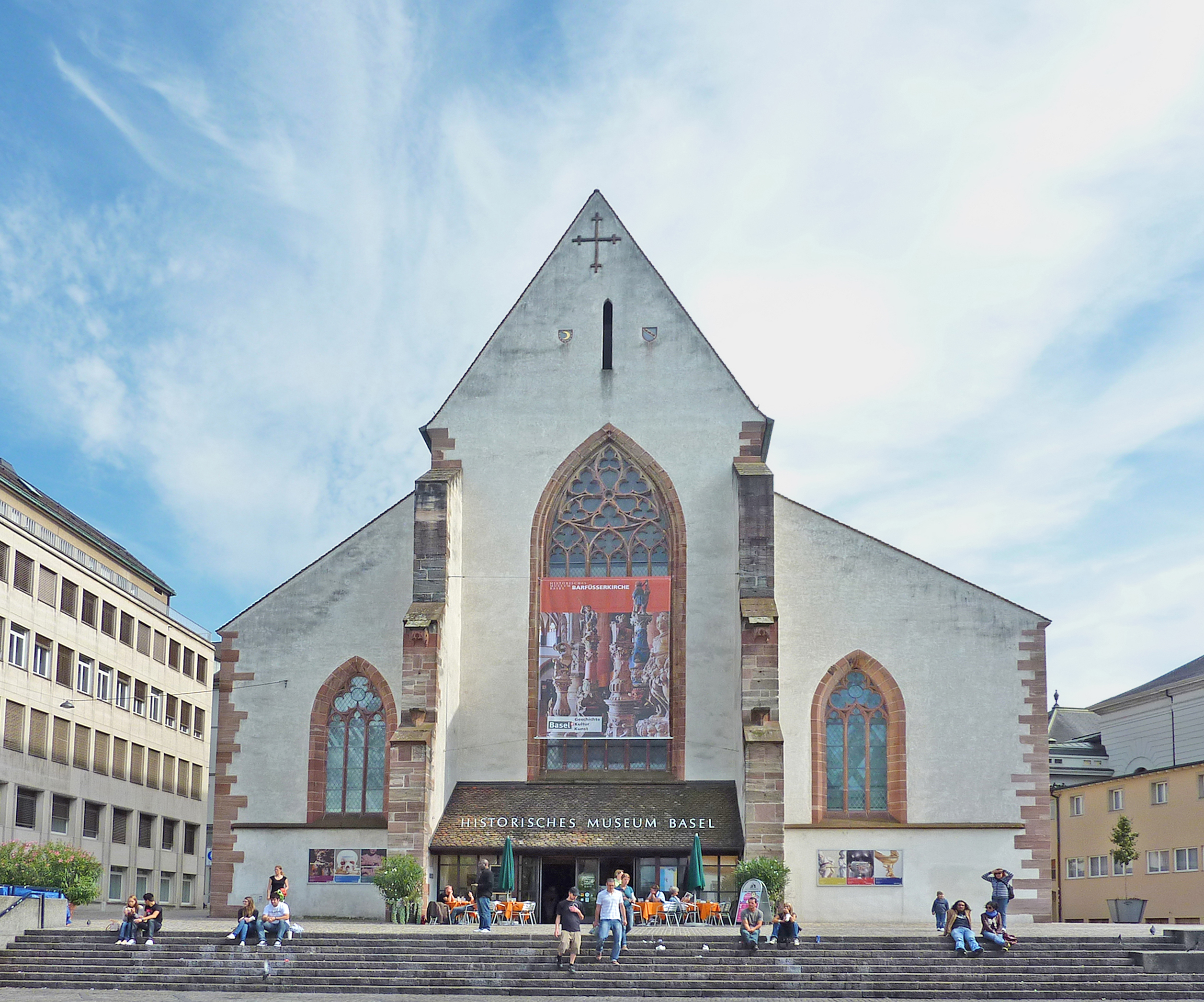
Historisches Museum Basel – Barfüsserkirche; Kulturgeschichte der Stadt Basel und des Oberrheins

Die Museen sind ein zentraler Gesichtspunkt der touristischen Attraktivität Basels und damit ein wichtiger Wirtschaftsfaktor. Die Basler Museen sind teils öffentliche Einrichtungen, in ihrer Mehrheit allerdings privatrechtliche und dann meist von Stiftungen getragene. Neben der hohen Museumsdichte im Vergleich mit anderen Städten und städtischen Einzugsgebieten ähnlicher Grösse haben diese privaten Sammlungen nicht zuletzt zur hohen Museumsqualität beigetragen. Die privaten Sammlungen sind fast alle erst nach dem Zweiten Weltkrieg entstanden. Die öffentlichen Museen gehen andererseits meist auf die Zeit davor zurück. Die Sammlungen der fünf staatlichen Museen des Kantons Basel-Stadt haben sogar eine mehrhundertjährige Entwicklungsgeschichte.
Die Grenzlage der Stadt am Basler Dreiländereck und die kleinräumige Gliederung der Basler Region bringen es mit sich, dass zwar der Hauptteil der Basler Museen in der Stadt Basel und somit im Kanton Basel-Stadt ist, einige Museen aber im Kanton Basel-Landschaft zu finden sind. Zur Basler Museumslandschaft gerechnet werden können zudem Museen der Basler Agglomeration, so diejenigen in nahegelegenen Städten Lörrach (Deutschland), Saint-Louis (Frankreich) und Weil am Rhein (Deutschland), die im Fall des Weiler Vitra Design Museums auch regelmässig in die jährliche Basler Museumsnacht einbezogen sind. Angesichts der kommunalen, regionalen und nationalen Verwaltungseinheiten, die hier aufeinander treffen, sowie der übergelagerten Agglomeration gibt es keine eindeutig festlegbare Anzahl von Basler Museen, doch sind es auch bei einem eng gefassten Perimeter wenigstens drei Dutzend Häuser, die Sammlungen beherbergen und zugänglich machen. Die Basler Museen sind auch dem 1999 eingeführten, deutsch-französisch-schweizerischen «Museums-PASS-Musées» angeschlossen; dieser ist indessen viel weiter gefasst als die Basler Region und reicht von Bern und Thun über Strassburg und Karlsruhe bis nach Mannheim, Worms und Mainz.

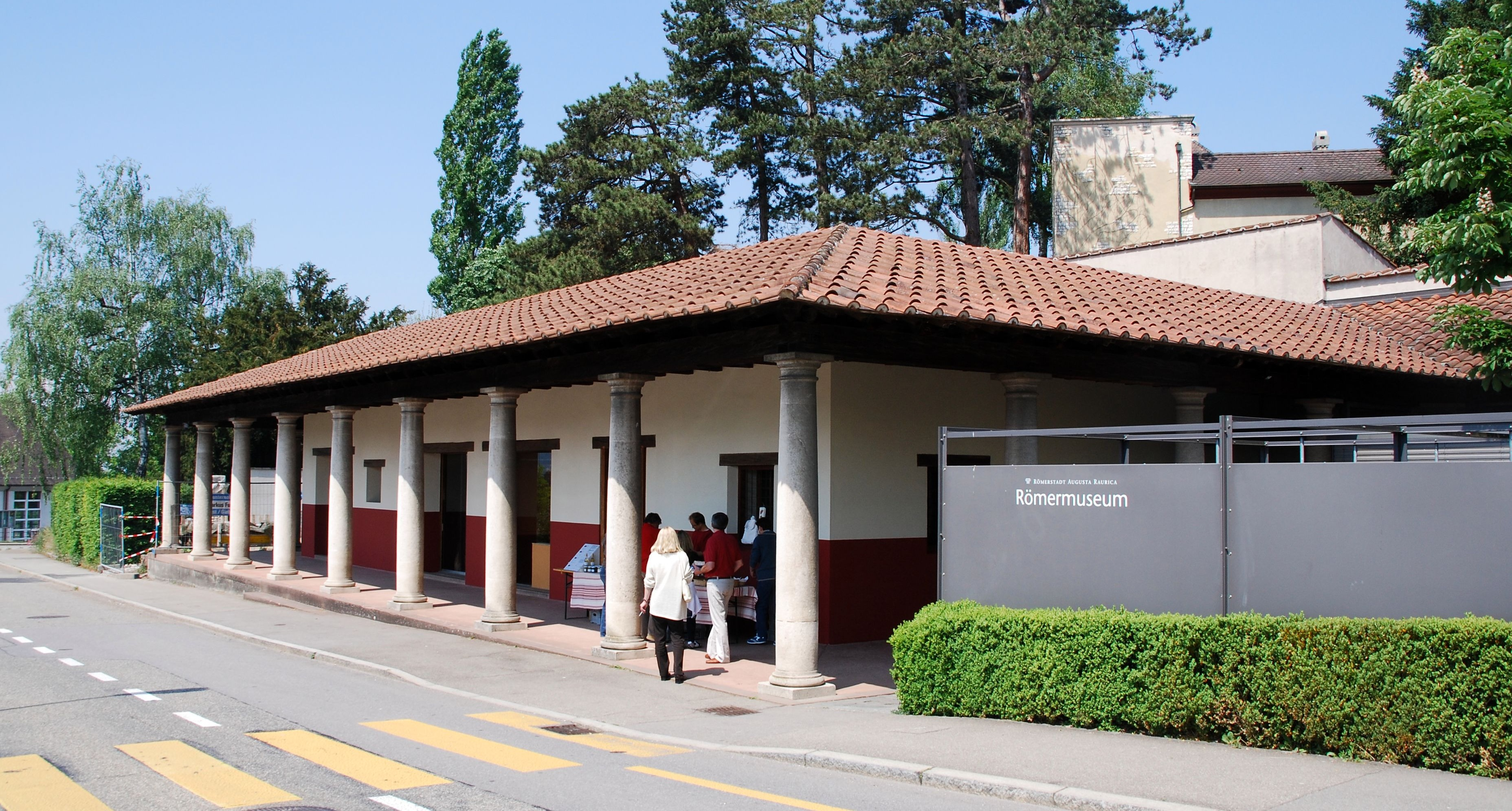
Römerhaus in Augusta Raurica; Fundstücke der Römerstadt und archäologischer Park
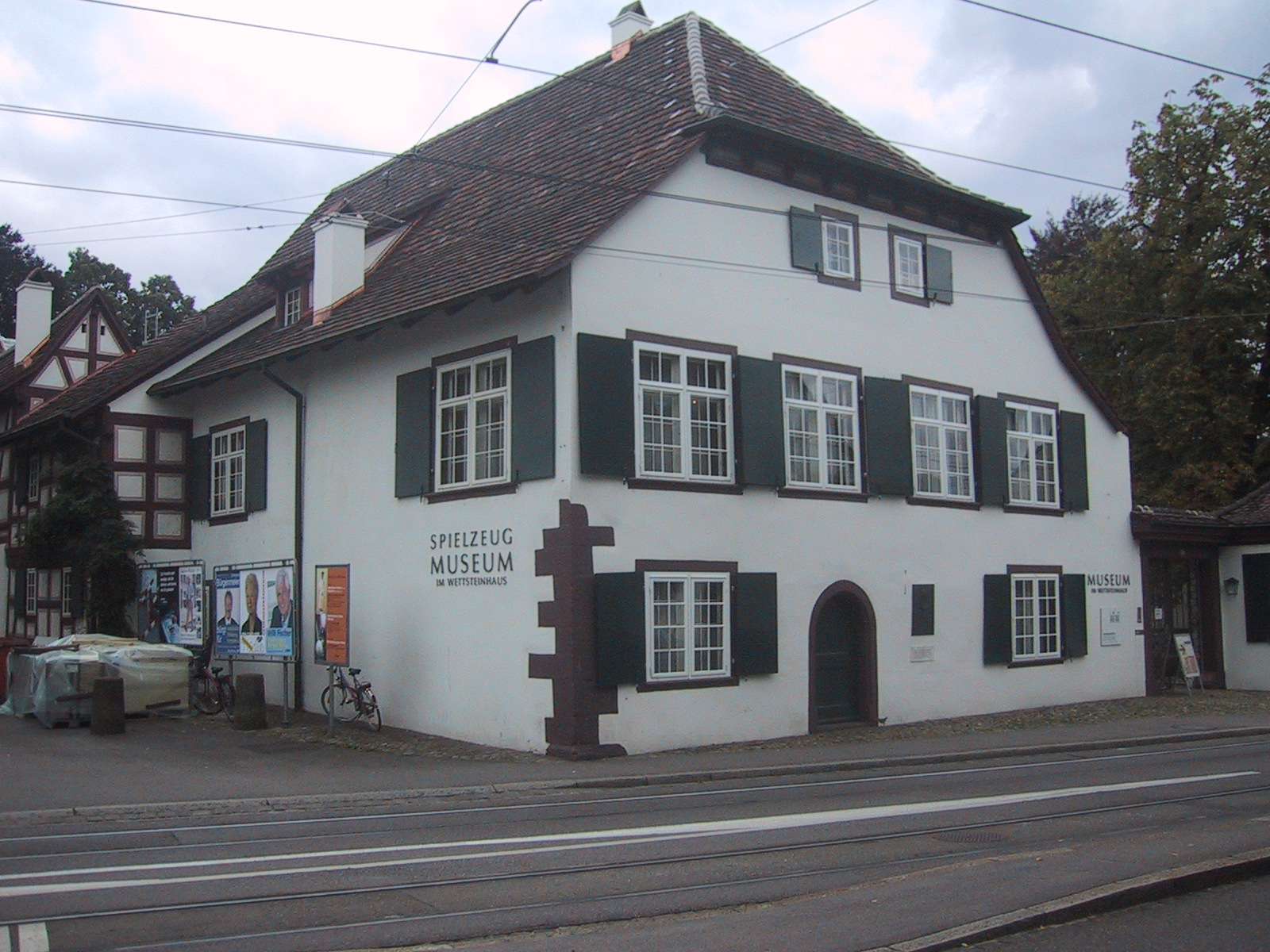
Spielzeugmuseum, Dorf- und Rebbaumuseum in Riehen; Spielzeug, Dorfalltag und Rebbau
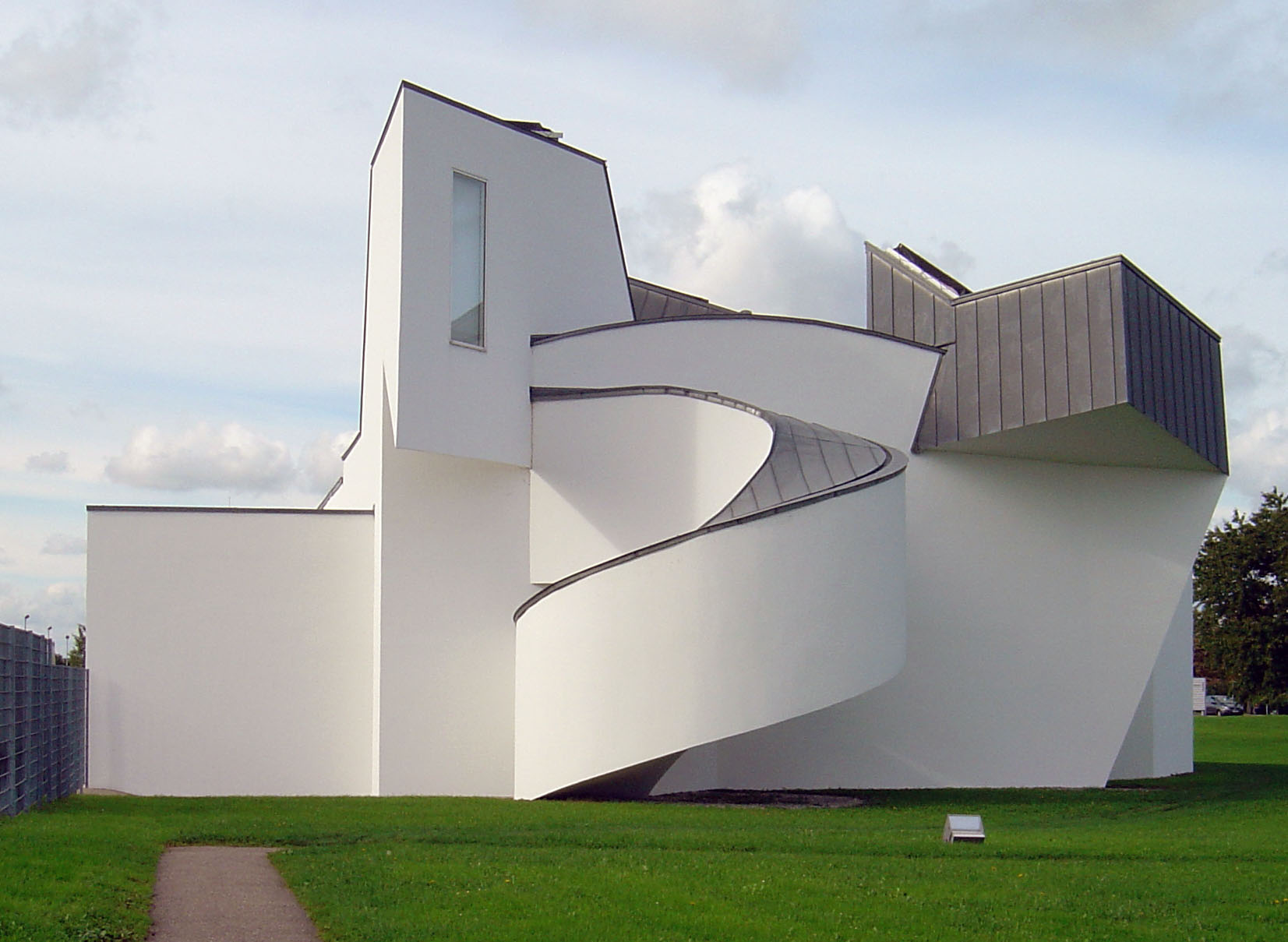
Vitra Design Museum in Weil am Rhein (Deutschland); Möbeldesign und Architektur
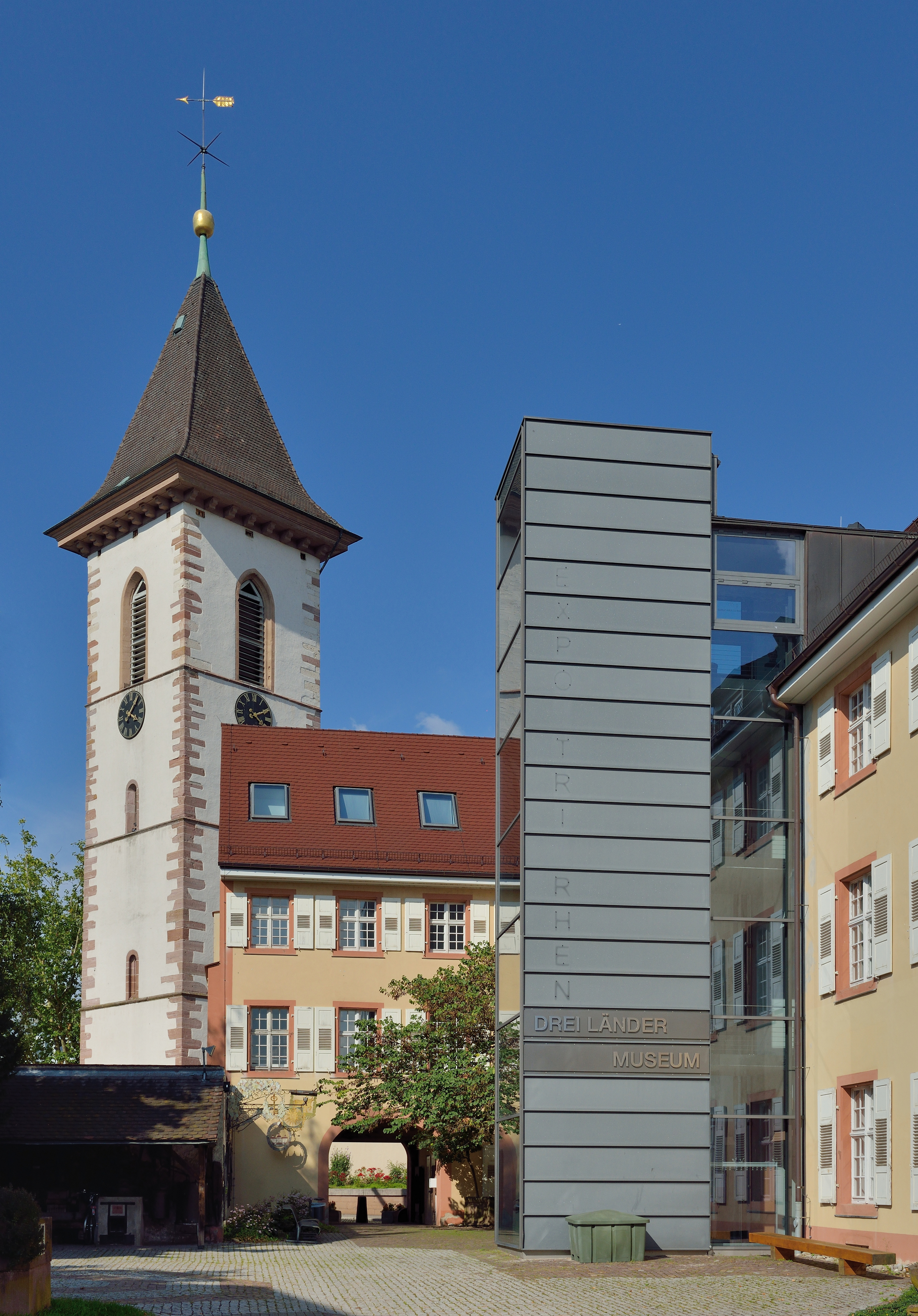
Dreiländermuseum in Lörrach (Deutschland); Geschichte und Gegenwart der Dreiländerregion

## Entwicklung der Museen

### Museen in der Stadt

#### Frühe Sammlungen

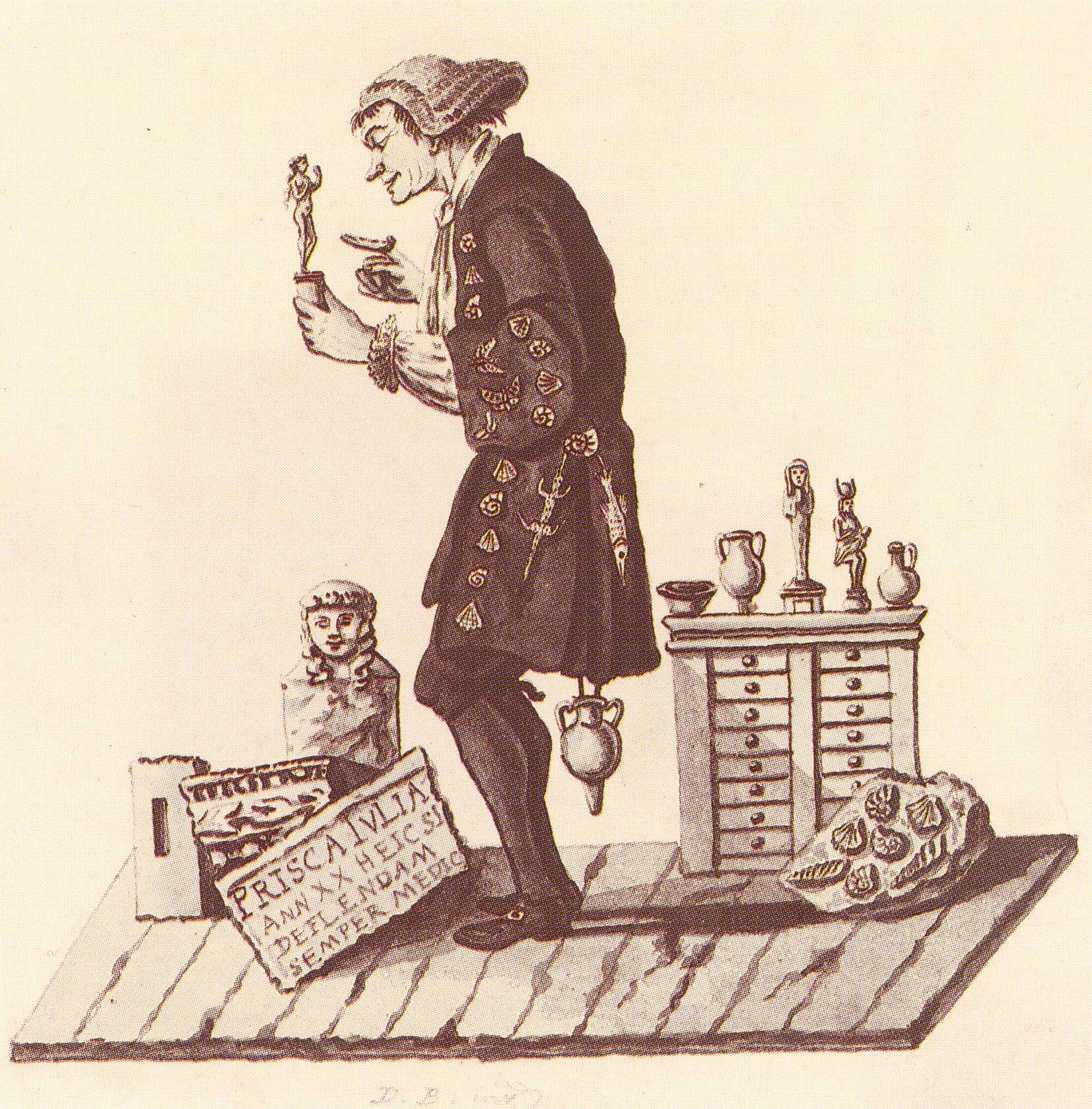
Karikatur des Basler Universitätsprofessors Johann Jakob d’Annone (1728–1804), der sein Naturalien- und Antiquitätenkabinett der öffentlichen Sammlung im Haus zur Mücke vermachte

Die Entstehung der ersten öffentlichen Sammlung hängt eng mit der Universität Basel und mit den frühneuzeitlichen Bücher-, Kunst- und Naturalienkabinetten zusammen, von denen es in Basel einige gab. Insbesondere die Buchdruckerfamilie Amerbach sammelte während des 16. Jahrhunderts eine sehr grosse Zahl von Büchern, Gemälden, Goldschmiedearbeiten, Münzen und Naturalien. Dem Amerbach-Kabinett stand 1661 nach einem Kaufangebot aus Amsterdam, dem damaligen europäischen Zentrum für den Handel mit Sammlungsobjekten, die Auflösung bevor. Durch den Bürgermeister Johann Rudolf Wettstein angestossen, beschlossen Stadt und Universität, die Sammlung gemeinsam zu erwerben und so in Basel zu halten. Ab 1671 im Haus zur Mücke beim Münsterplatz aufgestellt, bildete die Sammlung allerdings kein eigentliches Museum. Der Hauptzweck der Einrichtung war der einer Bibliothek für den Universitätsbetrieb, nur einige Stuben im ersten Stock waren für die Kunst- und Naturalienobjekte reserviert. Zwei Bibliothekare verwalteten die ganze Sammlung.

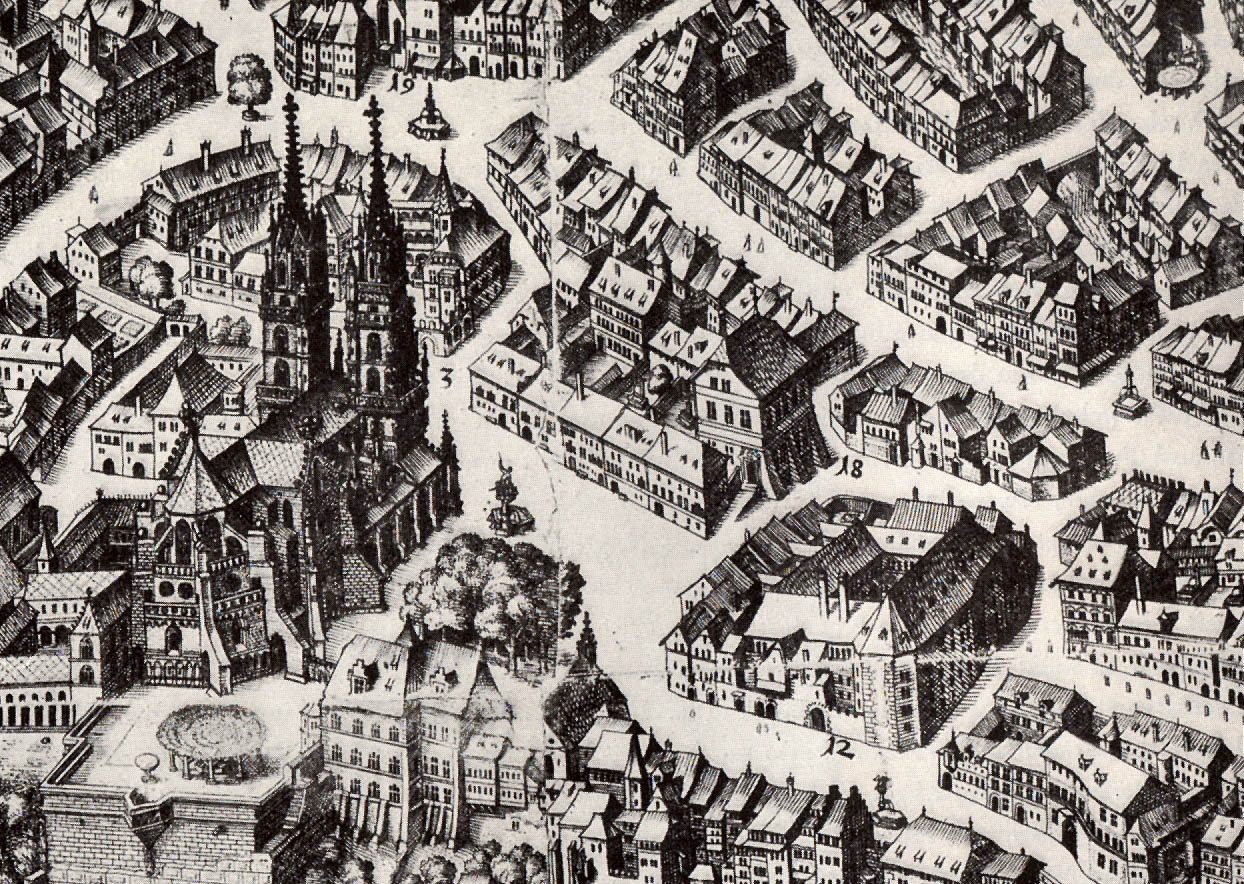
Münsterplatz mit Haus zur Mücke (Bildmitte, links der Ziffer 18) und ehemaligem Kloster in der Augustinergasse, dem Standort des ersten eigentlichen Museumsbaus von 1849 (unten, bei der Ziffer 12)

Nach der zweiten Hälfte des 18. Jahrhunderts wuchsen der Bücher- und der Objektbestand im Zuge der aufklärerischen Bildungsbemühungen stark an. Bedeutende Bestände an Antiquitäten, Münzen, Versteinerungen und Naturalien gelangten durch Kauf, Schenkung oder Vermächtnisse privater Sammler in das Haus zur Mücke. Ein besonders wichtiger Zugang war 1823 das Museum Faesch, eine Basler Sammlung des 17. Jahrhunderts. Die erste zusammenhängende ethnologische Sammlung kam mit dem «mexikanischen Kabinett», das der Kaufmann Lukas Vischer 1828–1837 während seiner mittelamerikanischen Reisen schuf. 1821 löste man die Naturalien aus den Beständen im Haus zur Mücke und gründete im «Falkensteiner Hof», ebenfalls am Münsterplatz, ein eigenes naturhistorisches Museum, zu dem auch die Apparatenkabinette der physikalischen und der chemischen Anstalt gehörten.
Der eigentliche Kunsthort der Stadt war das Basler Rathaus, dessen reiche Ausschmückung und Instandhaltung seit dem frühen 16. Jahrhundert eine städtische Daueraufgabe waren und zahlreichen Künstlern Aufträge verschafften. Eine «museale Ecke» dürfte es seit dem 16. Jahrhundert im städtischen Zeughaus gegeben haben. Obwohl hier wie anderswo die kriegsuntauglich gewordenen Waffen zur Beseitigung ausgemustert wurden, blieb eine bedeutende Anzahl davon erhalten, was sich nur dadurch erklären lässt, dass die Zeughauswarte nutzlos gewordene Militaria aus dem Mittelalter oder der Frühen Neuzeit aufgrund ihres Gedächtniswerts magazinierten. Denkwürdig waren in erster Linie die echten und vermeintlichen Trophäen der Burgunderbeute von 1476, die Basel zugefallen waren und noch Jahrhunderte später Schaulustigen gezeigt wurden. Demgegenüber trug die Aufbewahrung des Basler Münsterschatzes, der mit der Reformation jeden liturgischen Wert verloren hatte, keinen musealen Charakter; denn die über drei Jahrhunderte hinweg in der Münstersakristei verschlossenen Kultobjekte blieben bis 1833 jeder Betrachtung entzogen und erschienen allein als Buchwert in den Staatshaushalten.

#### Erster Museumsbau

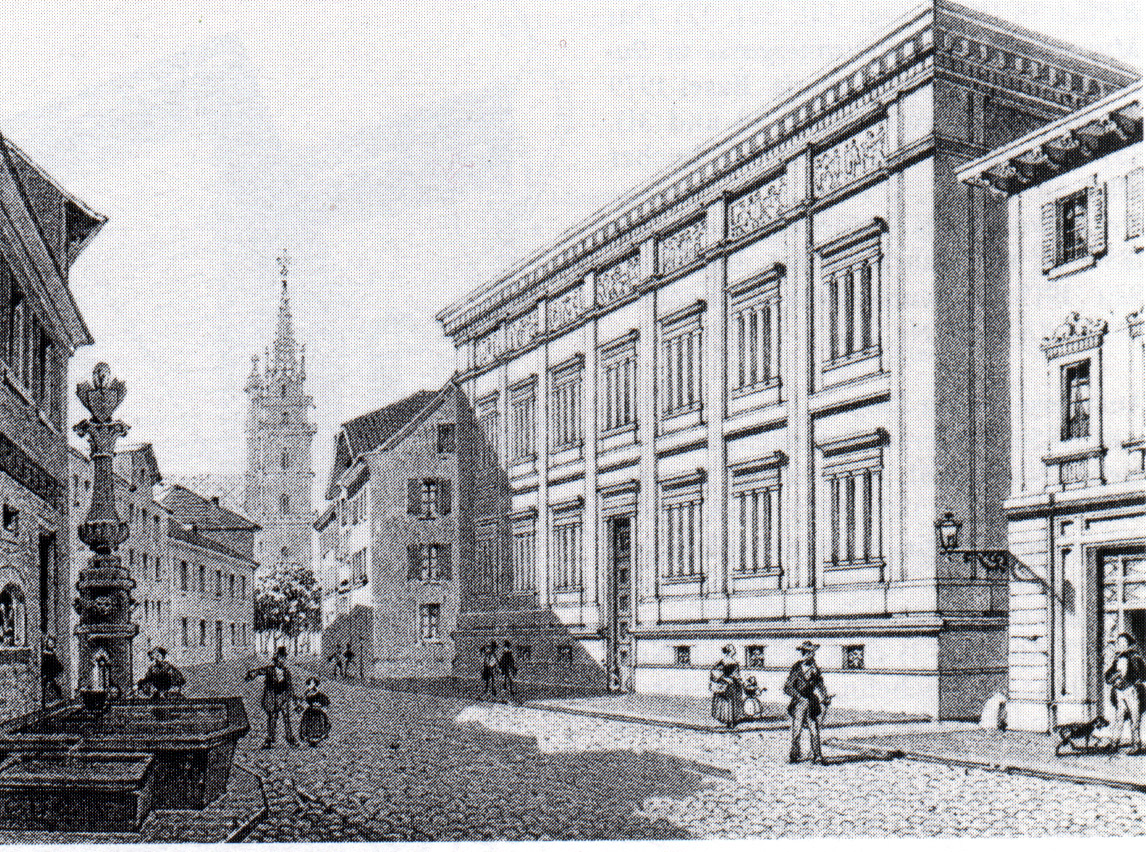
Das Museum an der Augustinergasse Basel, Blick in Richtung Münsterplatz, 19. Jh.

Noch 1767 hatte der Universitätsprofessor Johann Jakob d’Annone die Bilder und andere Sehenswürdigkeiten im vorher leeren Erdgeschoss des Hauses zur Mücke unterbringen lassen, um im ersten Stock mehr Platz für die Bücher zu bekommen, und für eine systematischere Anordnung gesorgt; doch einige Jahrzehnte später genügten das Gebäude und dessen Infrastruktur dem stärkeren Publikumsverkehr (ab 1829 wurde an immerhin vier Wochentagen geöffnet) und der im Zuge der Aufklärung etablierten modernen Wissenskultur nicht mehr. Ein vollständiges Verzeichnis der Bestände fehlte und war «bisher bei der mangelhaften Räumlichkeit, wo manche Stücke seit Jahrzehnden in finsteren Winkeln unter zolldickem Staub begraben lagen, rein unmöglich».
Die Raumnot endete 1849 durch den Umzug der Sammlung in das einfach «Museum» genannte Vielzweckgebäude von Melchior Berri an der Augustinergasse, das ebenda an die Stelle des vormaligen Augustinerklosters getreten war. Es wurde mit einem einmaligen Staatsbeitrag und Spenden der Bürgerschaft finanziert. Der spätklassizistische Monumentalbau mit Dekorationsmalerei und Fresken Arnold Böcklins ist ein vergleichsweise frühes bürgerliches und das erste grosse Basler Museum. Deutlich erkennbar ist die Rezeption Karl Friedrich Schinkels und seiner Berliner Bauakademie. Sein Raum- und Nutzungsprogramm verband allerdings universitäre Einrichtungen mit Bibliothek, naturhistorischen und Kunstsammlungen. Dies entsprach auch den institutionellen Ansprüchen der Universität. Als Sammlungen galten auch die meisten Subsidiäranstalten, also Einrichtungen, welche die Lehre und Forschung am Objekt unterstützten. Dazu zählten dann die Apparate der chemischen und der physikalischen Anstalt oder die Instrumente der anatomischen Anstalt.

#### Aufteilung der öffentlichen Sammlungen in staatliche Museen

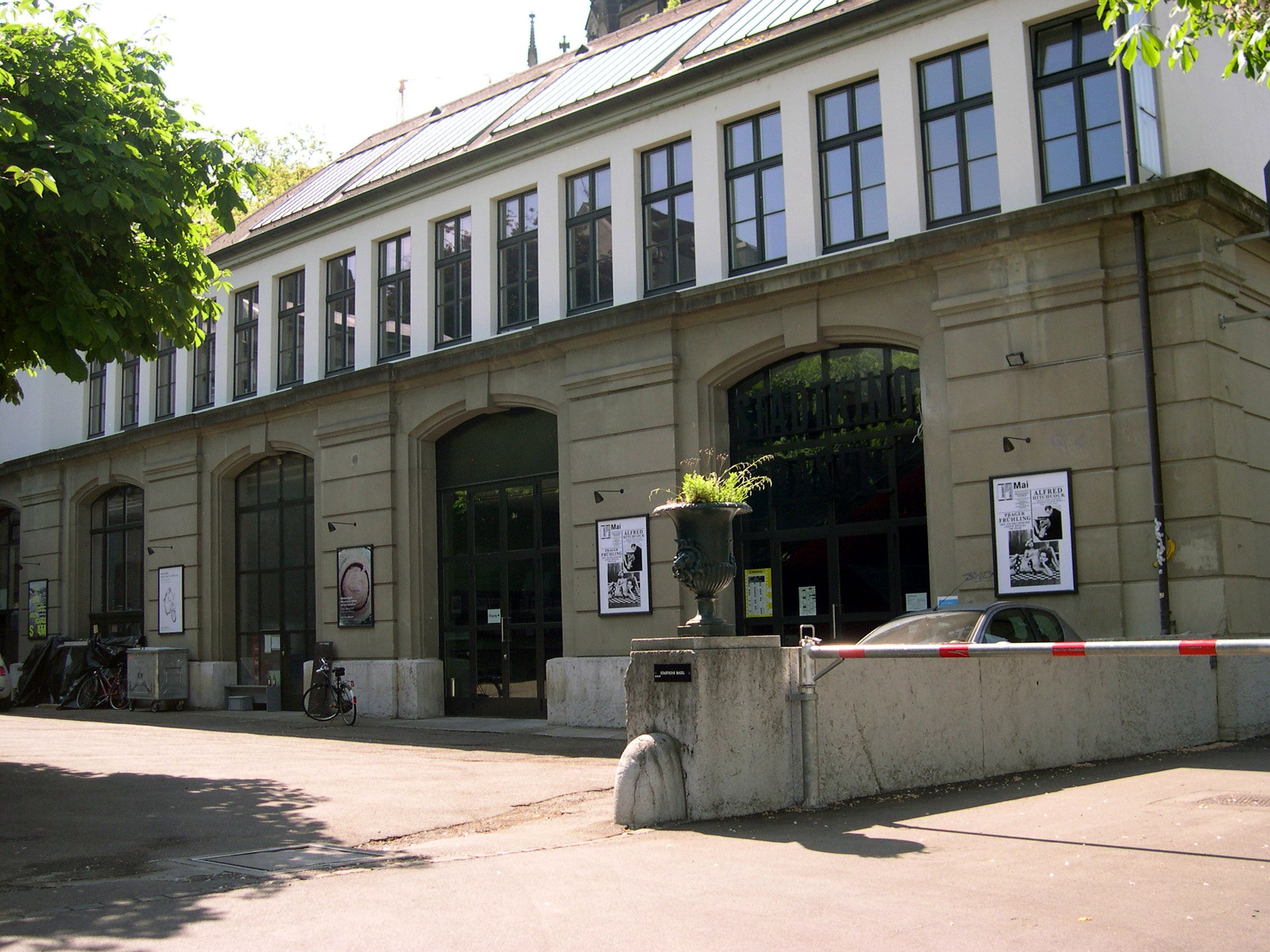
Ehemalige Skulpturenhalle der Öffentlichen Kunstsammlung, heute Domizil des Stadtkino Basel

Parallel zur Spezialisierung der Bildungs- und Forschungsdisziplinen, die seit dem Beginn des 19. Jahrhunderts geschah, entwickelten sich aus dem vielfältigen Basler Objektbestand institutionelle Sammlungen, die nach wissenschaftlichen Sparten getrennt waren. Sie stellten einen ganz anderen Typ dar als die Wunderkammern, für die man, so der Basler Professor Wilhelm Wackernagel, «gänzlich unbekümmert, mit halb pedantischem, halb kindischem Eifer nur nach Curiositaeten [gehascht hatte]». Das 1821 eingerichtete naturhistorische Museum war der erste Schritt in die neue Richtung gewesen. 1836 wurde die Kunstsammlung rechtlich unabhängig von der Bibliothek der Universität und erhielt eine eigene staatliche Kunstkommission, die sie beaufsichtigte. 1856 kam die im selben Jahr nach dem Vorbild des Germanischen Nationalmuseums in Nürnberg aus Beständen des Museums an der Augustinergasse gegründete «mittelalterliche Sammlung» in Nebenräume und Annexbauten (Bischofshof, Niklauskapelle) des Basler Münsters, 1887 kamen die Abgüsse antiker Bildwerke in die «Skulpturenhalle» des «Basler Kunstvereins». Inzwischen waren auch die chemische und die physikalische Anstalt 1874 in den Bernoullianum genannten Neubau für die Naturwissenschaften umgezogen, wonach ihre Objektbestände den Sammlungscharakter zugunsten von Laboreinrichtungen verloren. Mit dem weiteren Museumsbau zugunsten seiner Sammlungen tat sich der Kanton aber schwer. Das Museum an der Augustinergasse war ein beachtlicher Anfang gewesen, doch blieb es während fast fünfzig Jahren das einzige seiner Art.

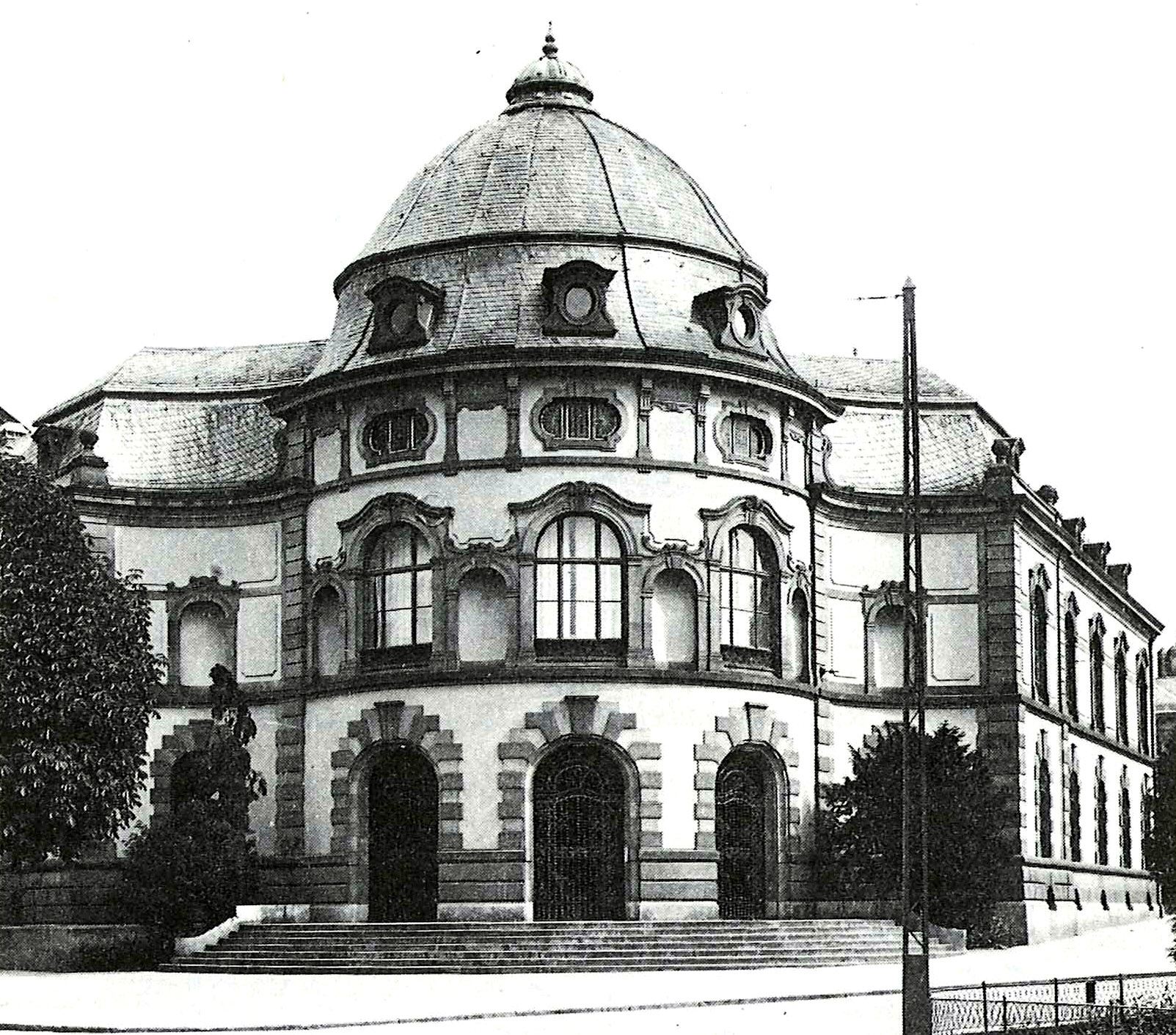
Universitätsbibliothek Basel, 1896

1892 wurden die «antiquarische Sammlung» (die antike Kleinkunst) unter Ausschluss der ethnologischen Objekte und die mittelalterliche Sammlung im Münster mit den historischen Waffen des Basler Zeughauses zum Historischen Museum Basel vereinigt und ab 1894 in der umgebauten Barfüsserkirche ausgestellt. Es beherbergt heute die umfassendste kulturhistorische Sammlung am Oberrhein und zeigt Zeugnisse des Kunsthandwerks (Münsterschatz und Goldschmiedekunst, Glasmalerei) und der Alltagskultur (Möbel, Tapisserien, Münzkabinett). Der Schwerpunkt liegt im späten Mittelalter, in der Renaissance und in der Barockzeit. 1896 kam der gesamte Bücherbestand in die neue Universitätsbibliothek. Die «ethnographische Sammlung», seit 1905 in «Sammlung für Völkerkunde» umbenannt, konnte 1917 durch einen Anbau des Museums an der Augustinergasse neue Räumlichkeiten beziehen und wurde zum «Museum für Völkerkunde». Es beherbergt rund dreihunderttausend Objekte sowie ebenso viele historische Fotografien und gilt als grösstes ethnologisches Museum der Schweiz und eines der grössten Europas. Die Sammlung umfasst Objekte aus Europa, Altägypten, Afrika, Asien (Tibet- und Bali-Sammlungen), Altamerika und Ozeanien. Die Bundesbehörden erhoben 1944 seine europäischen Sammlungsteile zum «Schweizerischen Museum für Volkskunde». Diese Trennung besteht seit 1997 nicht mehr. Die aussereuropäischen und die europäischen Sammlungsbestände bilden nun das Museum der Kulturen Basel; der Name soll ausdrücken, dass sich der Schwerpunkt des Museums vom Vermitteln «fremder Kulturen» zum interkulturellen Dialog verlagert hat. Das Naturhistorische Museum Basel, das die meisten Bereiche der Naturwissenschaften (Anthropologie, Mineralogie, Paläontologie; Wirbeltiere, Insekten mit der «Käfersammlung Frey» und übrige Wirbellose) präsentiert, hat sowohl den 1849 bezogenen Standort als auch seinen traditionellen Namen behalten. Seine Sammlungen mit gegen acht Millionen Objekten, die eng an die naturwissenschaftliche Forschung angebunden sind, nennt es «Archive des Lebens».

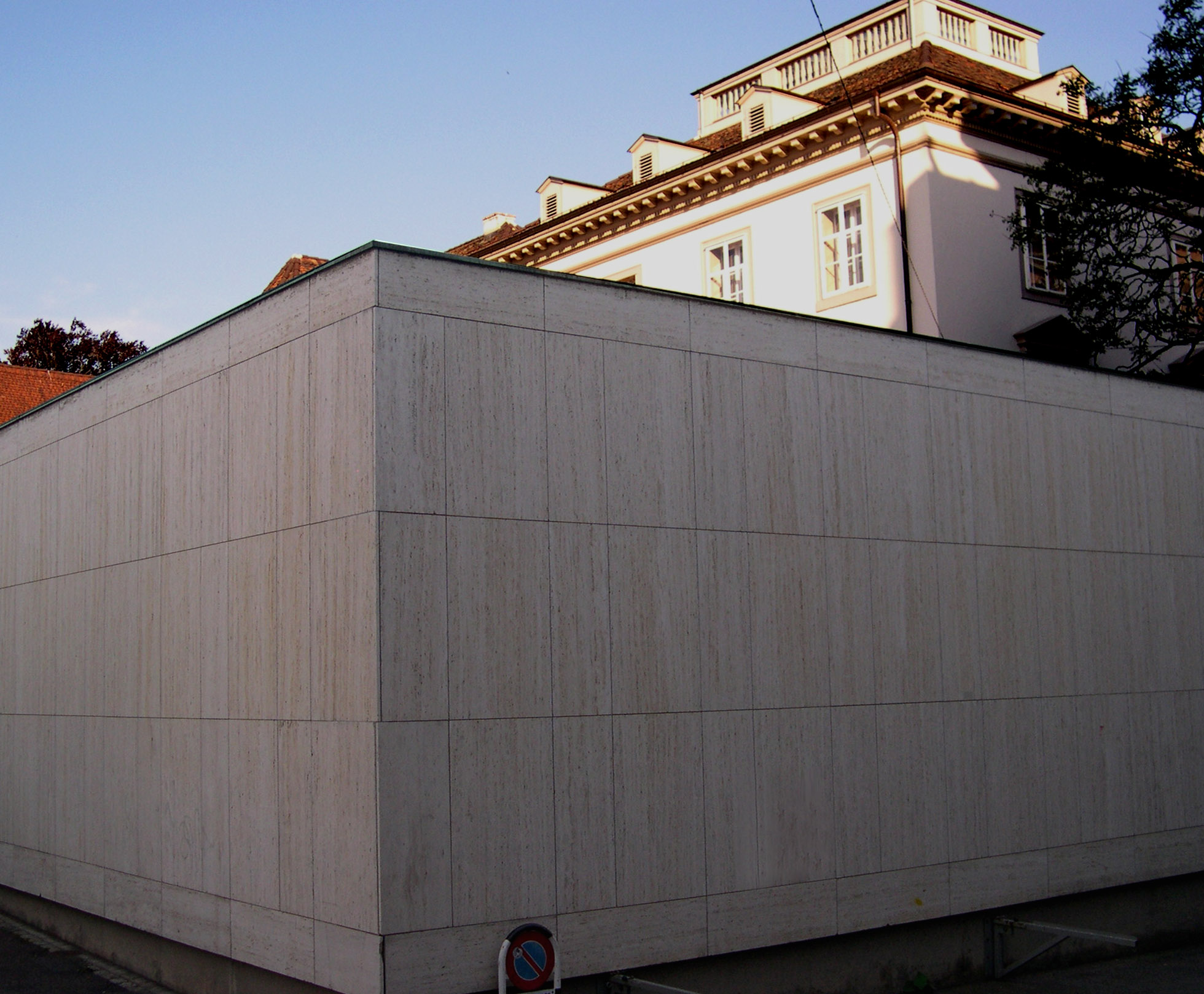
Antikenmuseum Basel und Sammlung Ludwig, Rückseite mit Oberlichtsaal-Anbau

1849 war die öffentliche Kunstsammlung im Obergeschoss des Museums an der Augustinergasse eingerichtet worden, hatte aber aufgrund ihres Wachstums unter immer grösseren Platzproblemen zu leiden. 1936, nach einer rund drei Jahrzehnte dauernden Planung, kam die Kunstsammlung in das Kunstmuseum Basel. Noch 1922 hatte diese im «Augustinerhof» an der Augustinergasse (Kupferstichkabinett) und im «Bachofenhaus» am Münsterplatz (Sammlung Bachofen mit weiteren Beständen) Filialen erhalten und seit 1928 mit ihrem Hauptteil in der Kunsthalle ein vorläufiges Domizil gefunden. Gemäldegalerie und Kupferstichkabinett des Kunstmuseums beherbergen die grösste und bedeutendste öffentliche Kunstsammlung der Schweiz. Mit seinen Schwerpunkten Malerei und Zeichnung oberrheinischer Künstler von 1400 bis 1600 (Holbein-Familie, Witz, Cranach der Ältere, Grünewald) sowie Kunst des 19. bis 21. Jahrhunderts (Böcklin, van Gogh, Cézanne, Gauguin; Kubismus mit Picasso und Braque; deutscher Expressionismus; amerikanische Nachkriegskunst) zählt es auch international zu den wichtigsten Museen seiner Art. Seit der Auslagerung der Kunstsammlung steht das Museum an der Augustinergasse allein dem Naturhistorischen Museum und dem Völkerkundemuseum / Museum der Kulturen zur Verfügung. Eine grundlegende Erweiterung der öffentlichen Museumssammlung geschah 1961 durch die Gründung von Antikenmuseum Basel und Sammlung Ludwig, in dem die antiken Bestände des Historischen Museums (Kleinkunst) und des Kunstmuseums (Skulpturen) mit privaten Zueignungen zusammengeführt und ab 1966 in einer, ab 1988 in zwei klassizistischen Villen von Melchior Berri gegenüber dem Kunstmuseum ausgestellt worden sind. Das Antikenmuseum widmet sich als einziges Museum der Schweiz ausschliesslich der Kunst des Mittelmeerraums (hauptsächlich ägyptische, etruskische, griechische, italische und römische Kultur, dazu Levante und Vorderer Orient) während des Altertums vom 4. Jahrtausend v. Chr. bis ins 7. Jahrhundert n. Chr. Die Schwerpunkte bilden die Sammlung griechischer Vasen und antiker Skulpturen sowie die altägyptische Abteilung.

#### Dépendancen der staatlichen Museen

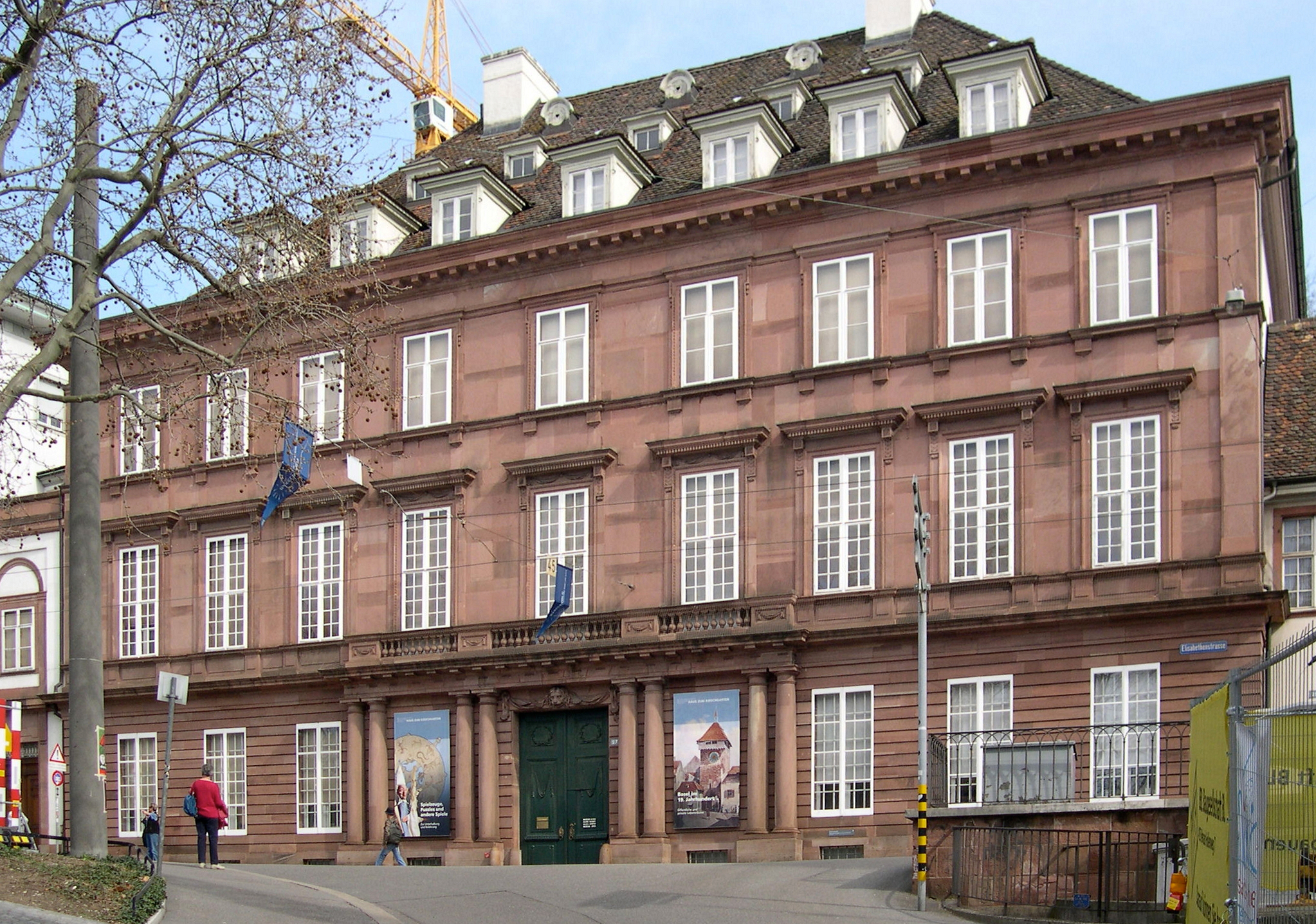
Haus zum Kirschgarten, Wohnmuseum des Historischen Museums

Der vermehrte Raumbedarf der Sammlungen im Museum an der Augustinergasse hat zum Anschluss eines ganzen benachbarten Häusergevierts geführt, aber auch die anderen Museen bauten aus. Das Historische Museum in der Barfüsserkirche erhielt als Dépendancen: 1926–1934 das Wohnmuseum im Segerhof, dessen Thema seit 1951 durch das Museum der Basler Wohnkultur im «Haus zum Kirschgarten» fortgeführt wird; 1943 die Musikinstrumenten-Sammlung, die seit 2000 im ehemaligen Gefängnis «Lohnhof» das Musikmuseum bildet und fünf Jahrhunderte europäischer Musikgeschichte vermittelt; 1981 die Kutschen- und Schlitten-Sammlung in Brüglingen. Die aufgrund des damals mangelhaften Publikumsinteresses 1927 magazinierten Abgüsse in der Skulpturenhalle wurden 1961 Teil des Antikenmuseums und erhielten 1963 in der Skulpturhalle Basel eigene Ausstellungsräume. Weltweit einmalig ist die Zusammenführung der gesamten Bauplastik des Parthenons. Die Öffentliche Kunstsammlung ihrerseits bekam als zweiten Bau 1981 das Museum für Gegenwartskunst im St. Alban-Tal. Als erster öffentlicher Ausstellungsbau in Europa wurde es ausschliesslich zeitgenössischer Kunstproduktion und -praxis von den 1960er-Jahren an gewidmet. Es sammelt neben den klassischen Medien wie Malerei oder Plastik auch Videokunst.

#### Aufgehobene und parastaatliche Museen

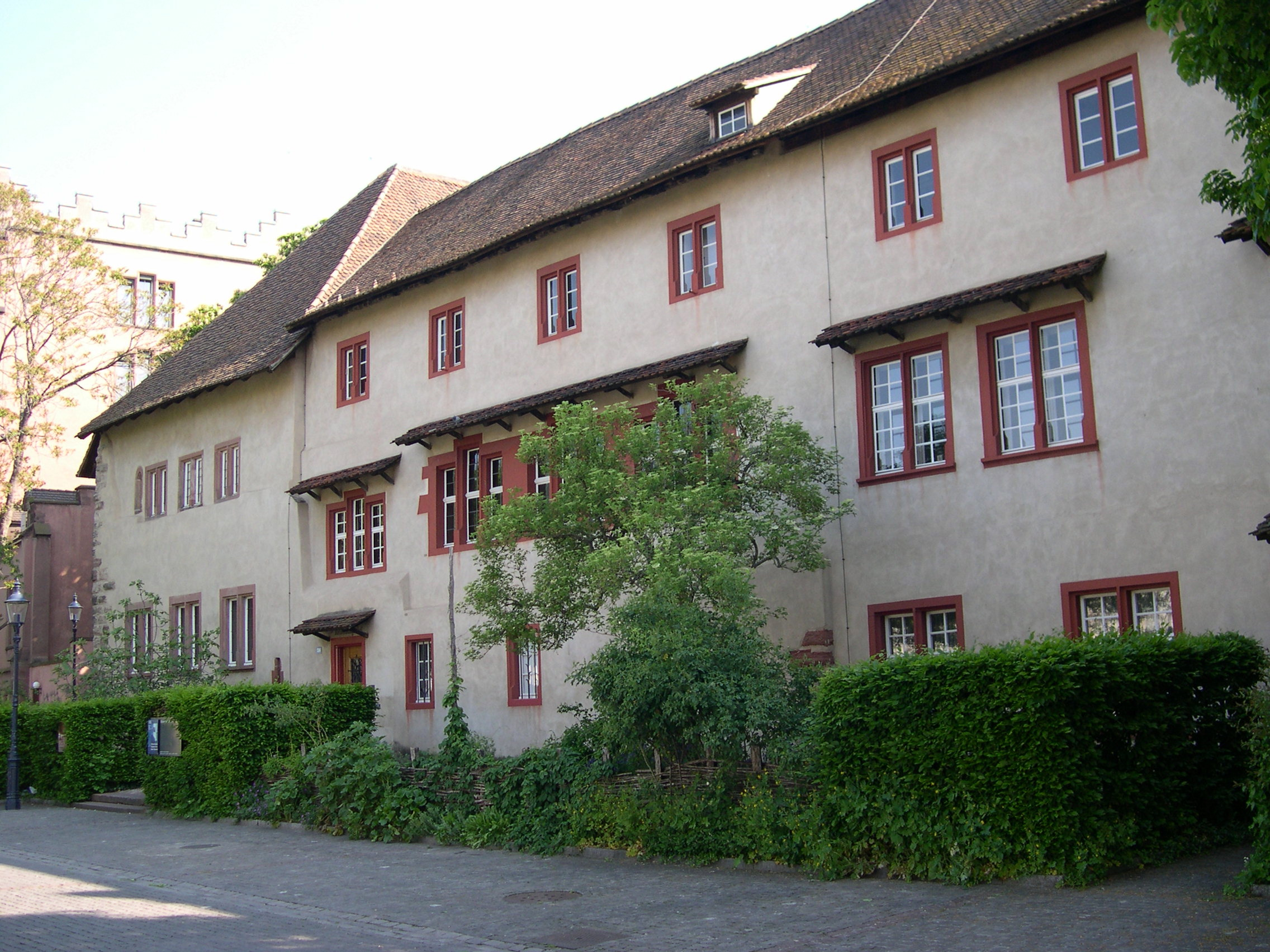
Museum Kleines Klingental, ehemaliges Stadt- und Münstermuseum

Das 1878 vom Handwerker- und Gewerbeverein zur Präsentation des einheimischen handwerklichen Schaffens gegründete und 1886 teilweise, 1914 vollständig verstaatlichte «Gewerbemuseum» (ab 1989 aufgrund seiner weiterentwickelten thematischen Ausrichtung «Museum für Gestaltung») und das 1939 im alten Klostergebäude des «Kleinen Klingentals» als Teil der staatlichen Denkmalpflege eingerichtete baugeschichtliche «Stadt- und Münstermuseum» sind im Zuge von Sparmassnahmen 1996 geschlossen worden. Im Falle des Gewerbemuseums wurden die Bestände aufgeteilt, Bibliothek und Plakatsammlung kamen an die Schule für Gestaltung. Das Stadt- und Münstermuseum blieb allerdings als von einer Stiftung getragenes Museum Kleines Klingental in den bisherigen Räumlichkeiten erhalten. Die Fondation Herzog präsentierte von 2002 bis 2011 im industriell geprägten Dreispitzareal in einem «Laboratorium für Fotografie» die Fotosammlung von Ruth und Peter Herzog (rund 300.000 Werke mit Schwerpunkt bei der industrialisierten Gesellschaft des 19. Jahrhunderts). Die Fotosammlung wurde 2015 vom Architekturbüro Herzog & de Meuron in das «Jacques Herzog und Pierre de Meuron Kabinett» übernommen (abzüglich 3.000 Werken, die bei der Fondation Herzog verbleiben) und erneut im Dreispitzareal archiviert.
Das Feuerwehrmuseum Basel, 1957 gegründet, ist zwar in den Räumlichkeiten der kantonalen Berufsfeuerwehr domiziliert, gilt aber nicht als staatliches Museum und wird auch in der kantonalen Verwaltung nicht als eigene Dienststelle geführt. Seine Kollektion, zu der auch Dauerleihgaben des Historischen Museums gehören, umfasst Dokumente, die bis ins 13. Jahrhundert zurückreichen. Ähnliches gilt für die Sammlung Friedhof Hörnli, die sich seit 1994 auf dem Gelände des kantonalen Zentralfriedhofs befindet, aber vom «Verein Sammlung Friedhof am Hörnli» getragen wird. Präsentiert werden Objekte des Bestattungswesens: Aschenurnen, Dokumente zur Geschichte der Kremation, Leichenwagen, Särge, Friedhofsordnungen, Grabkreuze, Glasperlenkränze und Totenandenken.

#### Weitere Museen

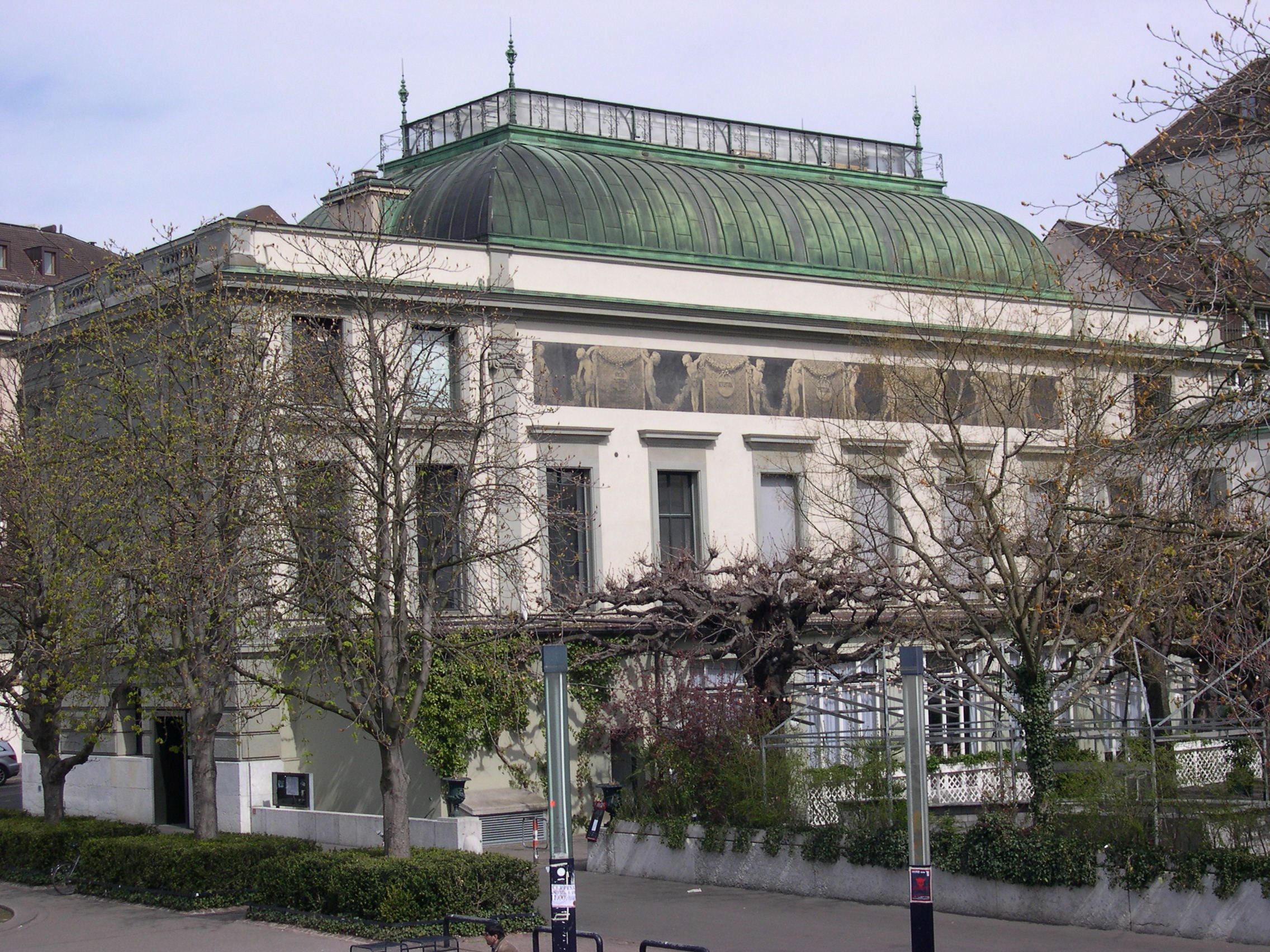
Kunsthalle, Rückseite mit Innenhof

Das erste nicht vom Kanton Basel-Stadt getragene Museum entstand ab 1860 in einem Saal der Basler Mission. Es zeigte Kult- und Kulturobjekte der Länder und Völker, in denen die Basler Mission tätig war, sowie eine Porträtgalerie von Missionaren. Diese Ausstellung wurde aber später zum Teil an den Kanton veräussert und wieder geschlossen. Das Konzept des Vielzweckbaus wie beim Museum an der Augustinergasse nahm der «Basler Kunstverein» auf, der 1869–1872 die Kunsthalle am Steinenberg bauen liess, worin Ausstellungs- und Verwaltungsräume, Bibliothek und Bildhauerateliers eingerichtet wurden; daran schloss sich 1885 als Seitentrakt die Skulpturhalle an, die wie oben erwähnt 1887–1927 die Abgüsse antiker Statuen des Museums an der Augustinergasse übernahm. Das ehemalige «Künstlerhaus» versteht sich nunmehr «als Schnittstelle zwischen Künstlern und Kunstvermittlern und als Ort, der zwischen lokalen und internationalen Entwicklungen vermittelt». Das nächste Museum, das nicht auf staatliche Initiative zurückging, war das oben erwähnte «Gewerbemuseum» von 1878, das aber acht Jahre später schon im Kanton eine neue Trägerschaft fand. Eine Einrichtung der Universität Basel ist das Anatomische Museum, das als «Pathologisch-Anatomische Sammlung» mit dem Bezug eines eigenen Gebäudes 1880 selbständig wurde; der Beginn der Sammlungstätigkeit geht auf Carl Gustav Jung in den 1820er Jahren zurück, besonders bedeutend sind das älteste anatomische Präparat der Welt (von Andreas Vesalius 1543 in Basel hergestellt) und ein Skelett, das Felix Platter 1573 präpariert hat.
1924 folgte aus der Schenkung einer Privatkollektion das Pharmaziemuseum der Universität Basel (ursprünglich «Sammlung für historisches Apothekenwesen») mit einer der weltweit grössten Sammlungen zur Geschichte der Pharmazie. Es umfasst alte Medikamente und frühere Apothekenobjekte, Laborutensilien, Keramik, Instrumente, Bücher, Kunst und Kunsthandwerk. 1945 wurde das «Schweizerische Turn- und Sportmuseum» geschaffen und 1977 in Schweizer Sportmuseum umbenannt; Trägerschaft ist die «Stiftung Sportmuseum Schweiz». Schwerpunkte sind Ball- und Kugelspiele, Radsport, Turnen und Wintersport. Aus der 1954 eröffneten Ausstellung «Unser Weg zum Meer» der «Schweizerischen Reederei» im Basler Rheinhafen ist das Schifffahrtsmuseum Verkehrsdrehscheibe Schweiz hervorgegangen. Getragen wird es von einem Verein. 1954 bis 1979 war dem Museum für Völkerkunde die «Schweizerische Papierhistorische Sammlung» angegliedert, die 1980 als Basler Papiermühle – Schweizerisches Museum für Papier, Schrift und Druck ein eigenes Haus in der Gallician-Mühle im ehemaligen Gewerbequartier St. Alban bezog. Getragen wird dieses Museum von der «Stiftung Basler Papiermühle». Das Jüdische Museum der Schweiz, das die Kulturgeschichte der Juden in der Schweiz und in Basel sowie Dokumente des ersten Zionistenkongresses in Basel 1897 zeigt, wurde 1966 vom «Verein fürs Jüdische Museum der Schweiz» gegründet.

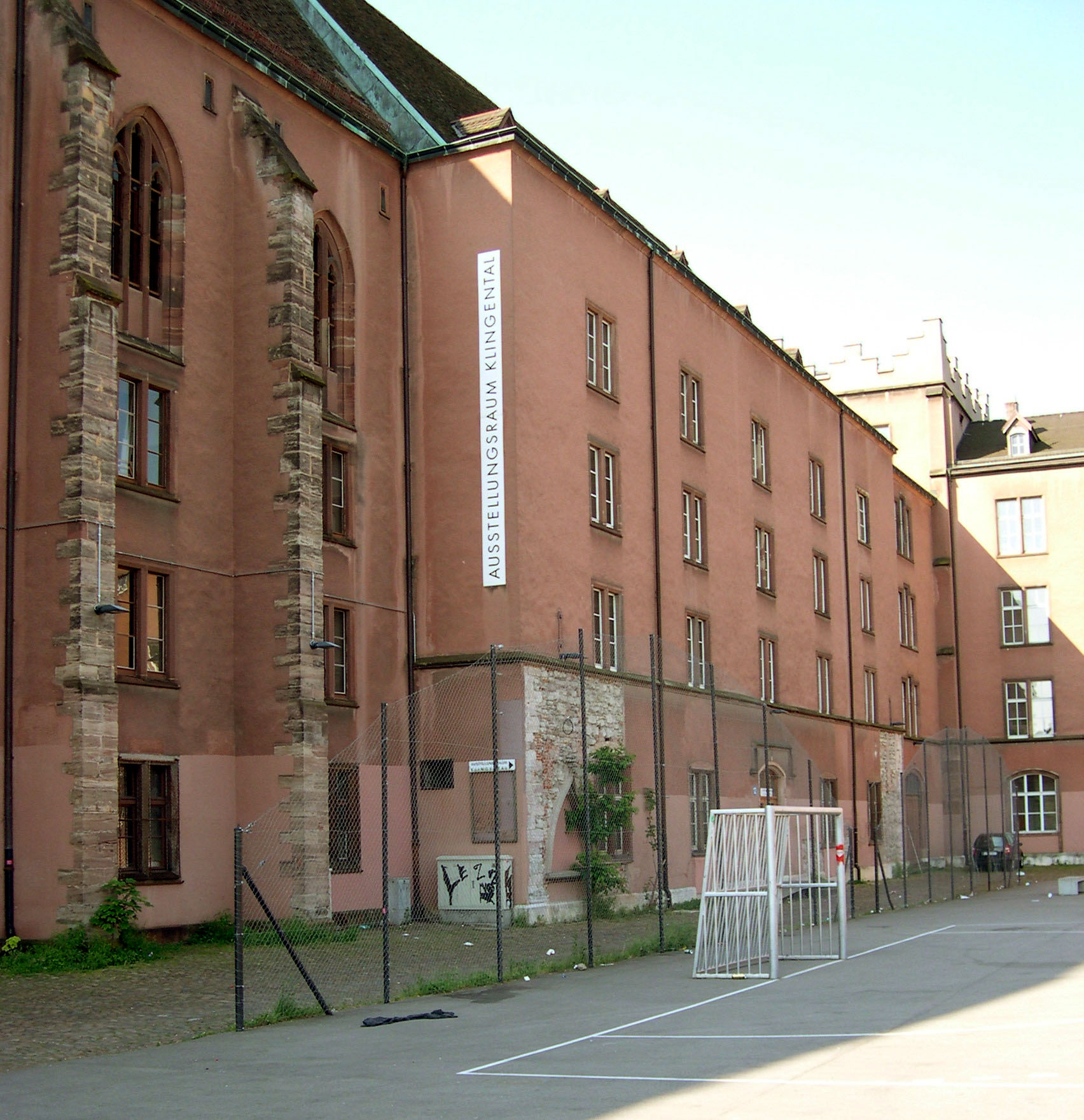
Ausstellungsraum Klingental auf dem Gelände des Kulturzentrums Kaserne Basel

Wie das Museum Kleines Klingental ist der 1974 eröffnete Ausstellungsraum Klingental in Räumen des ehemaligen Klosterkomplexes Klingental eingerichtet. Er soll als Plattform für die Auseinandersetzung mit dem aktuellen Schaffen der in Basel lebenden Künstler und der Nachwuchsförderung dienen. Die Institution wird vom «Verein Ausstellungsraum Klingental» getragen. 
Das 1979 gegründete Cartoonmuseum Basel – Zentrum für narrative Kunst, das der narrativen Zeichnung gewidmet ist, geht hingegen auf das Engagement eines Einzelnen, des Sammlers und Mäzens Dieter Burckhardt zurück. Die «Stiftung Sammlung Karikaturen & Cartoons» ist als unselbständige Stiftung der Christoph Merian Stiftung angegliedert. Die Ausstellungsräume befinden sich seit 1996 in der St. Alban-Vorstadt 28 in einem spätgotischen Altbau, der durch das Architekturbüro Herzog & de Meuron renoviert und um einen Neubau ergänzt worden ist. Die Ausstellungen zeigen innovative, internationale Positionen aus Comic, Cartoon oder Karikatur und zu entdecken gibt es Zeichnung, Graphic Novel, Reportage, Games oder Animationsfilm bis hin zu Installation.
1984 wurde das Schweizerische Architekturmuseum gegründet, das sich seit 2004 in den Räumen der von den Architekten Miller & Maranta sowie Peter Märkli gesamtrenovierten und umgebauten Kunsthalle befindet; es beschäftigt sich in Wechselausstellungen mit Themen und Fragen der internationalen Architektur und der Urbanistik. Dem Architekturmuseum zugute kommt sein Standort in Basel, wo sich eine auffällige Konzentration an international bedeutenden Architekturbüros entwickelt hat, unter denen vor allem Herzog & de Meuron im regionalen Museumsbau mitgewirkt haben. Sein Träger ist die «Stiftung Architekturmuseum».
Das 1996 eröffnete Museum Tinguely zeigt in einer permanenten Ausstellung das Leben und die Werke des Künstlers Jean Tinguely. Sonderausstellungen befassen sich mit dem Schaffen von künstlerischen Weggefährten und weiteren Positionen der Moderne. Das von Mario Botta entworfene Museum wird ausschliesslich vom Basler Pharmakonzern Hoffmann-La Roche finanziert. Mäzenatisch begründet ist das 1998 eröffnete Spielzeug Welten Museum Basel, das Gigi Oeri gehört und dessen Sammlung von ihr aufgebaut worden ist. Es zeigt neben Puppen, Puppenhäusern und Miniaturläden aus dem 19. und 20. Jahrhundert die weltweit grösste Teddybären-Sammlung. Der Medienkunstbetrieb [plug.in], dessen Betriebsräume 2000 öffneten, hat den 1999 gegründeten «Verein Forum für neue Medien» zur Trägerschaft. Er realisiert Ausstellungen und leistet internationale Vernetzungsarbeit für Künstler; eine weitere Aufgabe ist die Vermittlung zwischen der Medienkunst und der breiten Öffentlichkeit.
Das kleinste Museum ist das 1995 im Imbergässlein eröffnete Hoosesaggmuseum, das aus einem einzigen Schaukasten besteht.
Ein weiteres, neu eingeweihtes Museum ist der Novartis-Pavillon auf dem Novartis-Campus in Basel-St. Johann.

### Museen der städtischen Nachbarschaft
Viele der kleinen und mittleren Gemeinden um Basel haben Orts- und Heimatmuseen, die nachfolgend nicht dargestellt werden. Erwähnung finden die Häuser, deren Sammlung einen über das Lokale ausgreifenden Charakter hat und die in der Regel an mehreren Tagen in der Woche frei zugänglich sind.

#### Natur-, kultur- und technikgeschichtliche Sammlungen
Das älteste Museum der Region Basel ausserhalb der Stadt ist das Museum des Kantons Basel-Landschaft in Liestal, heute Museum.BL. Es wurde 1837 als «Naturaliencabinett» gegründet, und bis in die 1930er Jahre gingen vor allem naturhistorische Objekte in die Sammlung ein. Seither hat sich der Schwerpunkt eher auf die Kulturgeschichte verlagert. Die Vielfalt der Sammlung nutzt das Museum für eine breitgefächerte Beschäftigung mit Umwelt, Geschichte und Gegenwart. Das Dreiländermuseum in Lörrach geht auf den 1882 gegründeten «Lörracher Altertumsverein» zurück, der seine Sammlung 1927 der Stadt Lörrach vermachte. Als «Heimatmuseum» nahm es 1932 den Betrieb auf und präsentiert heute mit seiner Dreiländerausstellung Geschichte und Gegenwart, die Teilung und die Gemeinsamkeiten der Grenzregion um das Basler Dreiländereck von Deutschland, Frankreich und der Schweiz.

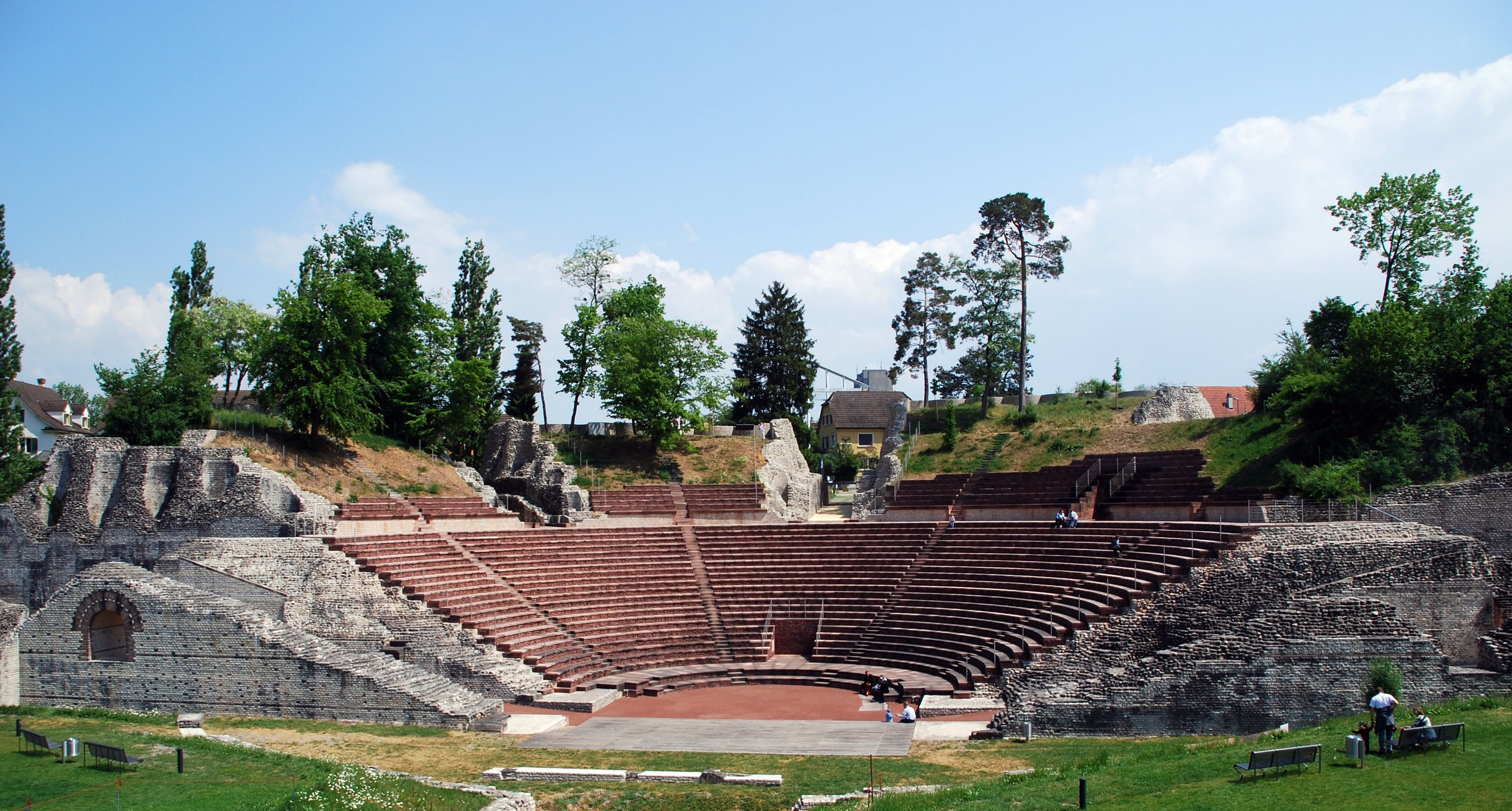
Das Amphitheater des Freilichtmuseums Augusta Raurica

Das 1957 eröffnete Römermuseum Augst, ein Freilichtmuseum auf dem Gelände der ehemaligen, seit der Renaissance erforschten Römerstadt Augusta Raurica, zeigt zahlreiche Grabungsfunde, darunter den grössten Silberschatz der Spätantike. Das benachbarte rekonstruierte «Römerhaus» ist eine Schenkung des Basler Mäzens René Clavel, das Museum und der gesamte archäologische Park sind allerdings eine Dienststelle des Kantons Basel-Landschaft. In der Brüglinger Ebene steht das Mühlemuseum der Christoph Merian Stiftung. In der 1966 zum Museum umgebauten Wassermühle des ehemaligen «Hofguts Brüglingen» befindet sich eine Ausstellung über die Geschichte der Mühle und der Müllerei von der Bronzezeit bis ins 20. Jahrhundert. Das Mühlwerk ist funktionsfähig, so dass die Arbeitsgänge vom wassergetriebenen Mühlrad bis zum rotierenden Mühlstein gezeigt werden.
Im 1972 eröffneten Riehener Spielzeugmuseum, Dorf- und Rebbaumuseum wird neben Objekten zur Dorfgeschichte und zum Rebbau eine der bedeutendsten Sammlungen von europäischem Spielzeug präsentiert. Das Spielzeug rührt teilweise aus privaten Sammlungen, teilweise sind es Leihgaben des Museums der Kulturen. Das Museum ist eine Dienststelle der Riehener Gemeindeverwaltung. Das Museum für Musikautomaten in Seewen, das am äussersten Rand des Gebiets der Basler Museen liegt, beherbergt eine der weltweit grössten und bekanntesten Sammlungen von Schweizer Musikdosen, Plattenspieldosen, Uhren und Schmuck mit Musikwerk und anderen mechanischen Musikautomaten. Es entstand 1979 als Privatmuseum des Sammlers Heinrich Weiss und ging 1990 als Schenkung in den Besitz der Schweizerischen Eidgenossenschaft über. Seit 2000 wird die Sammlung in einem Neubau präsentiert. 1997 eröffnet wurde schliesslich das Elektrizitätsmuseum des Energieversorgers Elektra Birseck in Münchenstein. Thema ist die Entwicklungsgeschichte von Stromproduktion und -anwendung. Die Sammlung umfasst rare historische Gerätschaften und wird ergänzt durch ein Labor, in dem die Besucher mit Strom experimentieren können.

#### Schwerpunkt Kunstsammlung

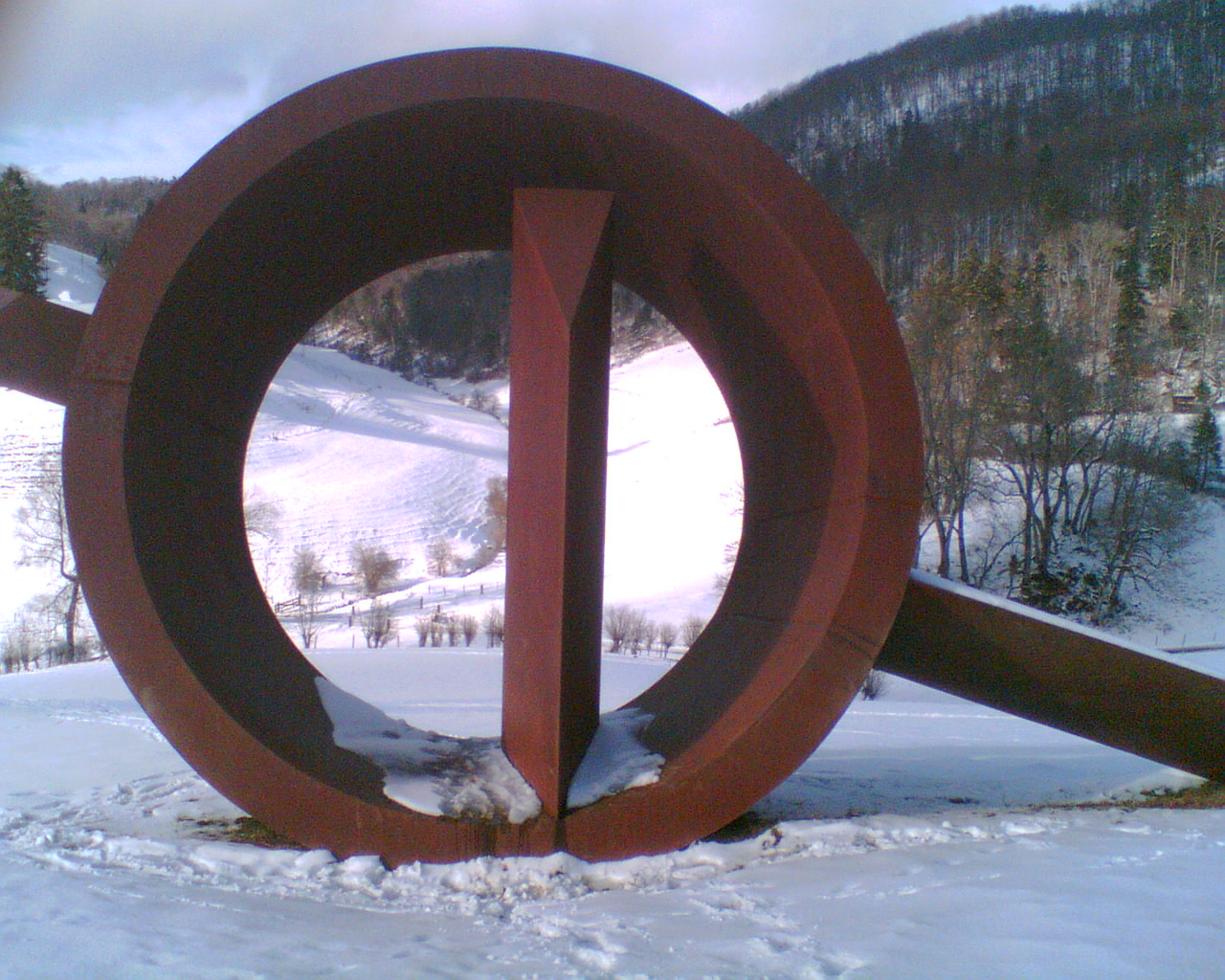
Skulpturenpark im ehemaligen Kloster Schönthal bei Langenbruck (Basel-Landschaft)

Ab Ende der 1980er Jahre kam es in der Region Basel zu einer intensivierten Neugründung von Museen, die Kunst und Gestaltung insbesondere der Gegenwart thematisieren. Das Vitra Design Museum in Weil am Rhein ist ein Designmuseum mit den Schwerpunkten Möbel und Inneneinrichtung. Das Museum hat die Stuhl- und Möbelsammlung von Rolf Fehlbaum, dem Inhaber des Möbelproduzenten Vitra, zum Ausgangspunkt, doch ist es eine selbständige Institution. Der Vitra-Gebäudekomplex trägt wesentlich zur Häufung avantgardistischer Museumsarchitektur in der Region Basel bei. Neben dem 1989 eröffneten Museum von Frank O. Gehry finden sich Bauten von Zaha Hadid, Nicholas Grimshaw, Tadao Andō und Álvaro Siza Vieira. Die Stiftung Fondation Beyeler ist seit 1982 die Eigentümerin der Kunstsammlung von Hildy und Ernst Beyeler, die das Ehepaar während etwa fünfzig Jahren zusammengetragen hat. Die Bildwerke der klassischen Moderne sind seit 1997 in Riehen in einem von Renzo Piano entworfenen Museumsbau ausgestellt. Unter anderem werden Werke von Degas, Monet, Cézanne, van Gogh, Picasso, Rothko, Warhol, Lichtenstein oder Bacon gezeigt. Die Bäume im Park des vielbeachteten Baus wurden 1998 durch Christo und Jeanne-Claude verhüllt.
Mit dem Kunsthaus Baselland in Muttenz erhielt der «Kunstverein Baselland» 1997 ein eigenes Ausstellungsgebäude. Das Kunsthaus widmet sich der zeitgenössischen Kunst und zeigt in wechselnden Ausstellungen aktuelle Projekte regionaler und internationaler Künstler. Auch der Kunst Raum Riehen, 1998 eröffnet, ist eine öffentliche Einrichtung und ist thematisch vergleichbar ausgerichtet. Er dient der Gemeinde Riehen und ihrer Kunstkommission zur Ausstellung des regionalen zeitgenössischen Kunstschaffens. Die 2001 gegründete Stiftung Sculpture at Schoenthal im ehemaligen Kloster Schönthal präsentiert unter dem Leitsatz «Kunst und Natur im Dialog» rund zwanzig Werke von internationalen und Schweizer Künstlern in einem permanent zugänglichen Skulpturenpark. Im zur Galerie umfunktionierten romanischen Kirchenraum finden Wechselausstellungen von zeitgenössischen Künstlern statt. 2003 wurde das Schaulager der Emanuel Hoffmann-Stiftung in Münchenstein eröffnet. Sein Herzstück ist die avantgardistische Kunstsammlung der Stiftung, es ist eine Mischung zwischen öffentlichem Museum, Kunstlager und Kunstforschungsinstitut. Der polygonale Bau ist ein Entwurf der Architekten Herzog & de Meuron. Der Espace d’Art Contemporain Fernet Branca in Saint-Louis, der elsässischen Nachbarstadt Basels, befindet sich in der 2000 stillgelegten Destillerie des Spirituosenherstellers Fernet-Branca. Das Museum präsentiert seit 2004 in Wechselausstellungen Themen und Künstler der Gegenwartskunst. Getragen wird der Museumsbetrieb von der «Association pour le Musée d’Art Contemporain Fernet Branca».

## Museumsförderung und Museumspolitik

### Primat der Bibliothek

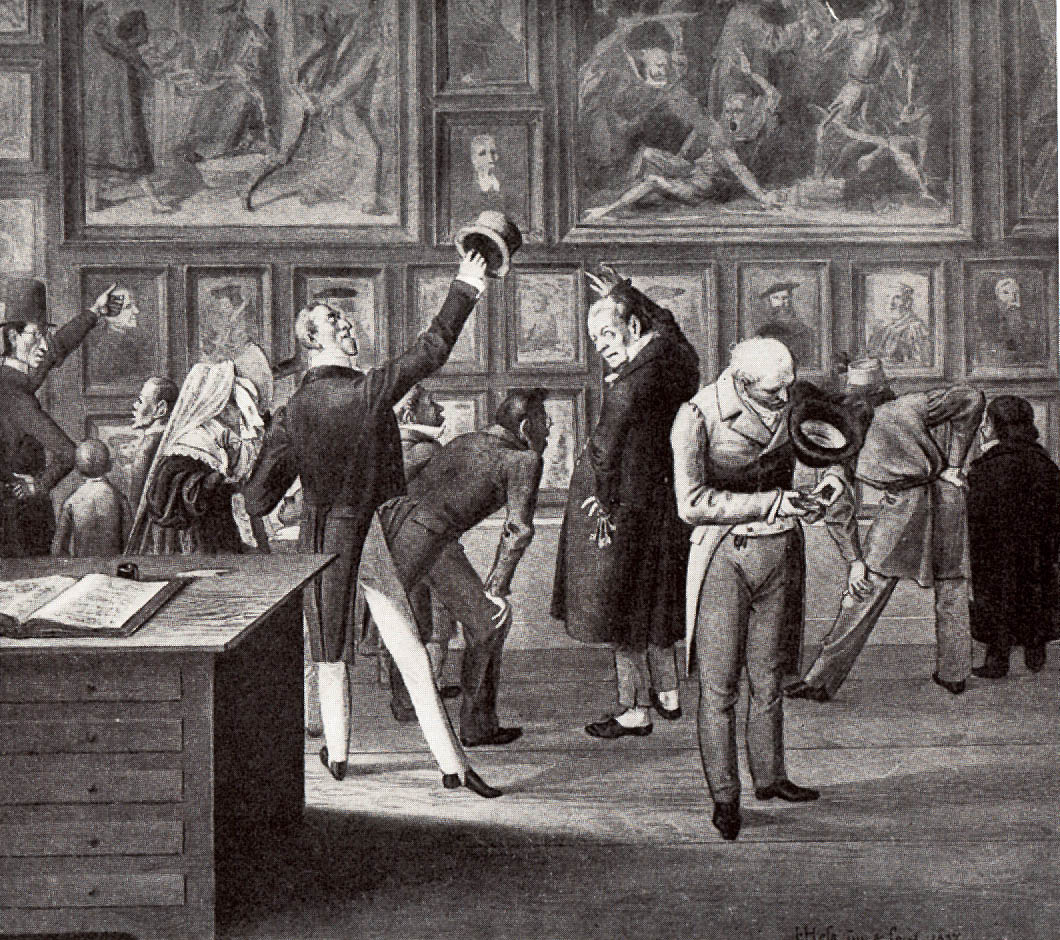
Besucher der Kunstsammlung im Haus zur Mücke, 1837. Die Führungen geschahen durch den Hauswart

Museen entstammen nicht selten – wenigstens was ihren Grundstock betrifft – höfischen Sammlungen. Demgegenüber pflegt Basel seit dem Ende des 19. Jahrhunderts die Erinnerungskultur, mit dem Ankauf des Amerbachkabinetts im Jahr 1661 die älteste bestehende Museumssammlung eines bürgerlichen Gemeinwesens geschaffen zu haben. Der Ankauf einer Sammlung des 16. Jahrhunderts entsprach dem damals verbreiteten historisch-dokumentarischen Kunstinteresse. Wesentlich wurde der Kauf aber durch die Absicht veranlasst, mit der Büchersammlung des Amerbachkabinetts diejenige der Universität aufzuwerten; das Gesellschaftshaus zur Mücke, in dem die von der Universität verwaltete Sammlung untergebracht war, hiess wegen seiner hauptsächlichen Zweckbestimmung «Bibliothek». Die Aufgabe des städtischen Kunsthorts ging erst in der zweiten Hälfte des 18. Jahrhunderts vom Rathaus auf das Haus zur Mücke über. 1770 schaffte man den Passionsaltar Holbeins, der seit der Reformation eine der Hauptattraktionen für Besucher war, hinüber, 1771 mehrere Gemälde aus Ratsbesitz und 1786 Holbeins Orgelflügel aus dem Münster. Rechtlich blieb aber trotz dieser Gewichtung der Objektsammlungen lange Zeit alles beim Alten. Die naturhistorischen Bestände und die Kunstsammlung waren erst ab 1821 beziehungsweise 1836 kein Teil der Bibliothek mehr.
Die bürgerliche Museumskultur stand Ende des 18. Jahrhunderts noch am Anfang ihrer Entwicklung, wie die sehr knapp bemessenen Öffnungszeiten des Hauses zur Mücke (am Donnerstagnachmittag von zwei bis vier Uhr, sonst auf Anfrage) verdeutlichten. Regelmässige Galeriebesuche durch Stadtbürger und Auswärtige sind erst seit dieser Zeit verzeichnet. Aktivitäten im Bereich der Sammlung waren während der drei Jahrzehnte vor und nach 1800 am ehesten bei den naturwissenschaftlichen Objekten zu erkennen, wo einige Ankäufe und Schenkungen stattfanden. Die zahlreichen erstklassigen Kunstobjekte, welche in den 1790er-Jahren aus dem revolutionären Frankreich eingeführt wurden, fanden in Basel hingegen keine breite Käuferschicht und wurden meist weiterveräussert.

### Verstaatlichung und Volksbildung
Für die republikanischen und monarchischen Bürgerstaaten des 19. Jahrhunderts wurden Sammlungen in der Form öffentlicher Museen zu Zeichen ihrer Selbstbestimmung. Die massenhafte Verschleppung von Kunstwerken nach Paris während der napoleonischen Kriege hatte ein Bewusstsein dafür geschaffen, wie sehr Kunst identitätsstiftend wirkt. Vorbildhaft waren das «Musée français» im Louvre und das 1816 aufgelöste «Musée des monuments français» in einem ehemaligen Augustinerkonvent. Die Pflege von programmatischen Museumssammlungen und die Errichtung von Museumsbauten wurden eine der repräsentativsten nationalen Aufgaben.
Allerdings war es in Basel zuerst die zunehmende Raumnot im Haus zur Mücke, die zu Gedanken über einen neuen Bau führte. Die Diskussion über den richtigen Ort für die öffentliche Sammlung gewann nach der Trennung des Kantons in einen Stadt- und einen Landteil eine politische Dimension. Das Universitätsgesetz von 1818 hatte die korporativ-autonome Hochschule zur kantonalen Bildungsanstalt und das Universitätsgut mittelbar zum staatlichen Eigentum gemacht. Als Teil des Universitätsguts gehörten gemäss Schiedsspruch zwei Drittel der Sammlung dem Landkanton und mussten vom Stadtkanton abgekauft werden. Die Konsternation in der Stadt darüber führte zum Gesetz über die Verwaltung und Verwendung des Universitätsguts von 1836, das dieses unauflöslich und zum Bildungszweck an die Örtlichkeit der Stadt Basel knüpfte. Diese Bestimmung ist bis heute in Kraft.

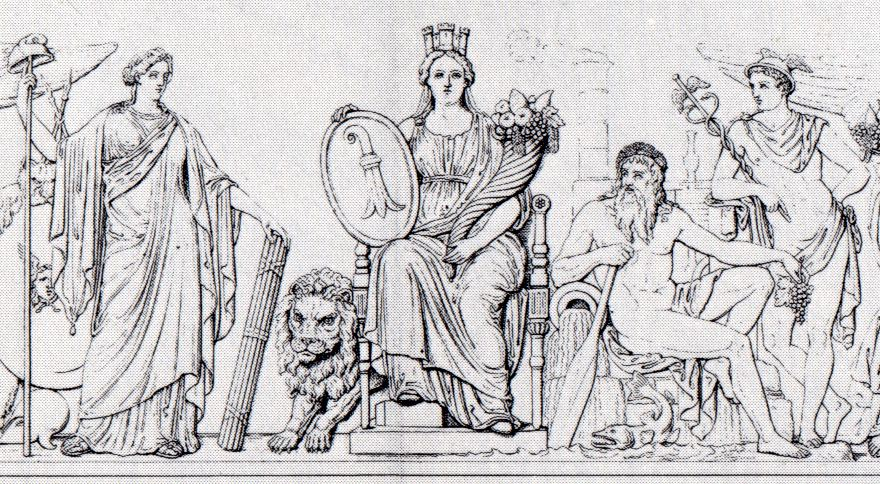
Das Mittelfeld des Figurenfrieses am Museum an der Augustinergasse. Der Stadtpersonifikation Basilea und dem Flussgott Rhenus am nächsten stehen nicht akademische Künste oder Wissenschaften, sondern Embleme des modernen Bürgertums: die Libertas als Allegorie der politischen Freiheit und Merkur als Gott der Kaufleute. Rechts hinter Basilea befindet sich ein rauchender Schornstein

Eine Folge der Geschehnisse war 1835 die Gründung der «Freiwilligen Akademischen Gesellschaft», die im Rahmen ihrer Förderung der Universität auch die Sammlungen finanziell oder durch eigene Ankäufe und Schenkungen zu unterstützen begann. Der stärkste Impuls zum Museumsbau kam allerdings aus den naturwissenschaftlichen Kreisen um den Physik- und Chemieprofessor Peter Merian, der wahrscheinlich dem Naturhistorischen Museum – als einziger staatlicher Sammlung – einen eigenen jährlichen Etat verschafft hatte. Die Einrichtung des Naturhistorischen Museums im Falkensteinerhof als Kombination von akademischer Unterrichtsstätte, Bibliothek und Laboratorien diente dem Museumsbau auch als Grundmodell. Dass am Ende auf ein eigentliches Universitätsgebäude zugunsten eines primären Museumsbaus verzichtet wurde, hing mit dem schweren Stand zusammen, den die Universität in weiten Kreisen des gewerbetreibenden und industriellen Bürgertums hatte. Dort galt die Universität als rückwärtsgewandte Institution. Das Museum hingegen hielt man für einen Motor der praktischen Volksbildung und war gewillt, dessen Bau als Teil des damals um sich greifenden Erneuerungsprozesses der Stadt mit privaten Beiträgen zu unterstützen.

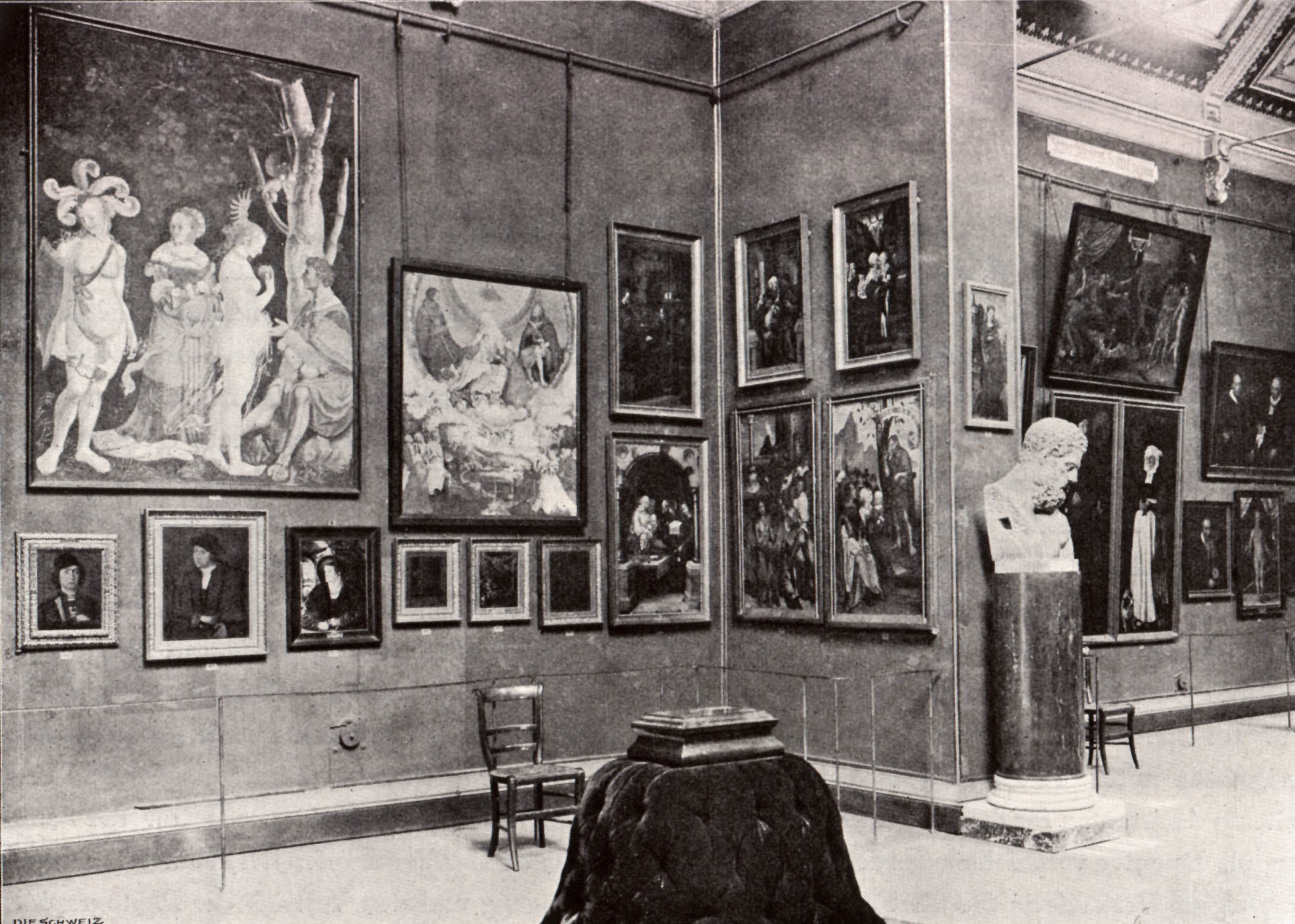
Museum an der Augustinergasse, Galerie der alten Meister, 1907

Auf Betreiben Christian Friedrich Schönbeins wurde ab 1850 der «Freiwillige Museumsverein» wirksam, der eine Folgeinstitution des 1841 gegründeten Vereins zum Bau des Museums war. Nach dem Vorbild der Royal Institution in London gebildet, sollte er der «Belebung des Sinnes für Wissenschaft und Kunst» dienen. Der Verein, der allen Einwohnern Basels offenstand, förderte die Sammlungen mit finanziellen Mitteln und wollte über öffentliche Vorträge, zu denen auch Frauen zugelassen waren, das Interesse für das Museum wecken. Er konnte den Elan der Anfangsphase allerdings nicht halten und verlor trotz des rasanten Basler Bevölkerungswachstums in der zweiten Jahrhunderthälfte an Mitgliedern. Das Museum nahm die von ihm angebotene und erhoffte Leistung der Volksbildung nicht wahr, wie das seine Gründer und Unterstützer erhofft hatten. Die ideelle Vergesellschaftung des Museums entwickelte sich nur allmählich, das Museum behielt auch lange Zeit alte Organisationsformen bei. Einen Konservator mit akademischem Abschluss erhielt die Kunstsammlung erst 1887. Der Staat sah zudem im erneuerten Universitätsgesetz von 1866 für die antiquarische, die mittelalterliche und die Kunstsammlung weiterhin keine regelmässigen Zuwendungen vor. Er überliess diese ihren Einkünften aus Eintrittsgeldern sowie der Unterstützung von Vereinen und Privaten, am bedeutendsten davon die «Birrmann-Stiftung» und die «Emilie-Linder-Stiftung» zugunsten der Kunstsammlung. Nur dank diesen gelang eine aktive Sammlungspolitik, die über das Erhalten ererbter Kulturgüter hinausging.

### Bürgerliche Erinnerungskultur und Moderne

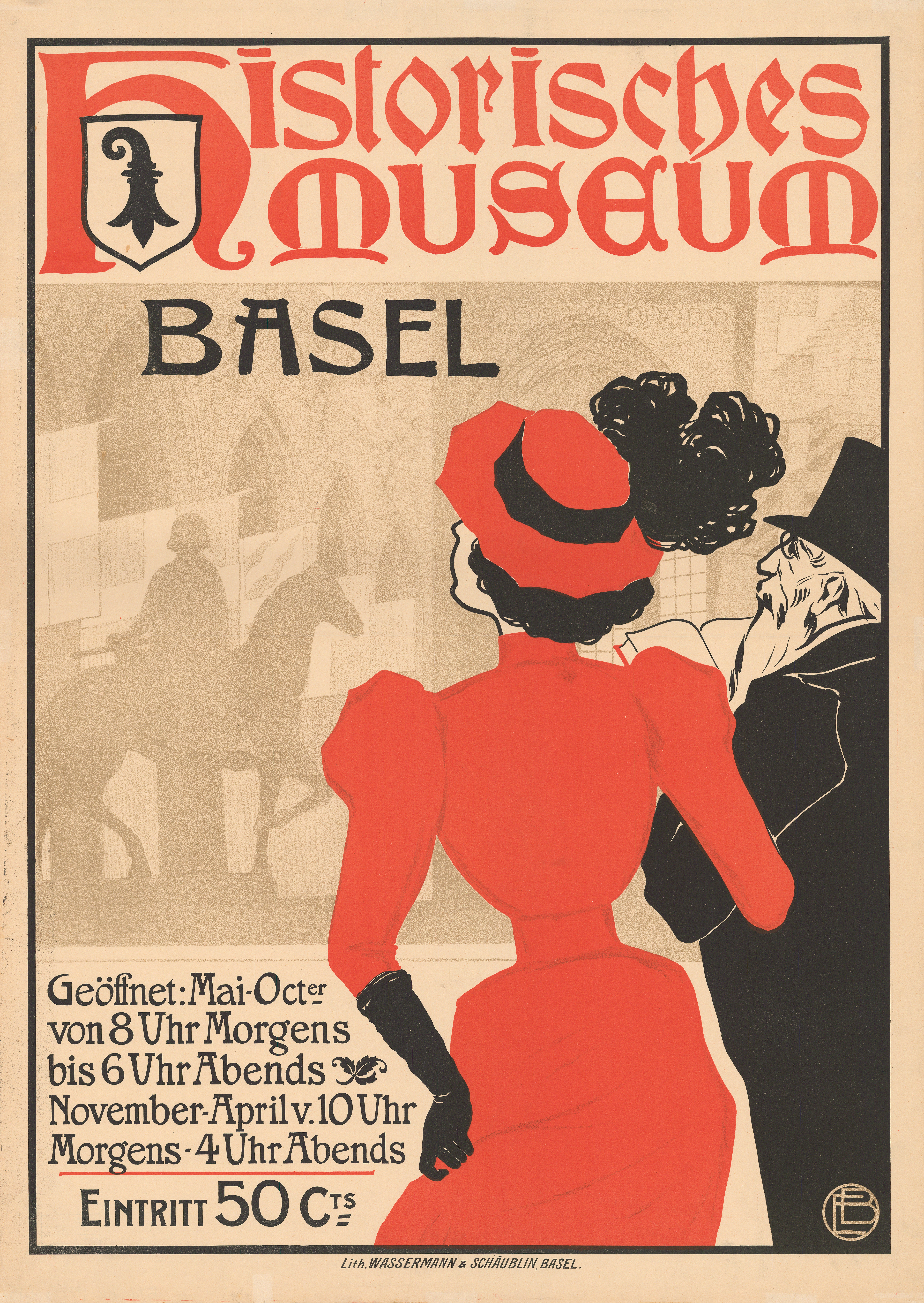
Plakat zur Eröffnung des Historischen Museums Basel im Jahr 1894. Die Werbung richtet sich an ein bürgerlich-mondänes Publikum urbanen Hintergrunds

Die Museumsverantwortlichen wiesen den Sammlungen von Beginn an eine eidgenössische Aufgabe zu, denn sie wollten mit ihnen einen «wohlthätigen und heilsamen Einfluss auf das gesamte Vaterland» ausüben. Die «heimliche Nationalgalerie» wuchs vor allem durch Ankäufe schweizerischer Kunstwerke an. Als ab 1883 über die Gründung eines eidgenössischen Nationalmuseums verhandelt wurde, setzte sich der Kanton Basel-Stadt konsequenterweise dafür ein, dessen Standort zu werden, und bot als Kernbestand seine kulturhistorischen Sammlungen an, die im Hinblick auf die Basler Bewerbung systematisch ausgebaut wurden. Das Schweizerische Landesmuseum kam zwar nach Zürich, dennoch verwirklichte sich das Vorhaben eines – nicht mehr ausschliesslich schweizerischen, dafür baslerischen – Geschichtsmuseums in einem historischen Bau, der hochgotischen ehemaligen Barfüsserkirche. Die Einrichtung des Historischen Museums «war eine selbstbewusste Schau baslerischer Kunstsinnigkeit und Kunstfertigkeit, eine Mischung aus Bildungskorridor und Budenenfilade». Die wenige Jahre zuvor erfolgte Verstaatlichung des Gewerbemuseums als Schauplatz der zeitgenössischen Leistungen ist ebenfalls unter dem Aspekt von Bürgerstolz und neuerfundenem Zunftsinn zu sehen, bei dem das Bürgertum seine Wertvorstellungen und Leistungsfähigkeit als Fundament von Staat und Gesellschaft verstand.

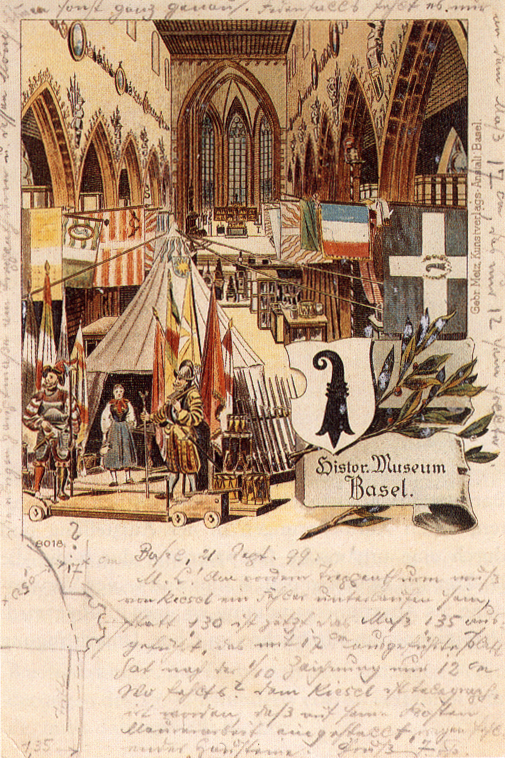
Postkarte mit der Innenansicht der Barfüsserkirche, 1894. Die Dauerausstellung des Historischen Museums ist als überbordende mittelalterliche Zunft- und Waffenschau gestaltet

Das Wissen um den internationalen Rang der Sammlungen war zwar weit verbreitet, doch erst Ende des 19. Jahrhunderts gelangten sie ins Kulturbewusstsein breiterer Gesellschaftsschichten. Die historistische Erinnerungskultur, die ihre Bedeutung und Wirkung damals entfaltete, verband sich besonders mit der mittelalterlichen Sammlung und den vielen spätmittelalterlichen Renaissance-Werken des Oberrheins im Kunstmuseum. Seit dieser Zeit pflegt Basel auch den Anspruch, mit dem Erwerb des Amerbach-Kabinetts die älteste dauerhaft bestehende Kunstsammlung eines städtischen Gemeinwesens zu besitzen. Als Basel 1892 (500 Jahre Erwerb Kleinbasels durch Grossbasel) und 1901 (400 Jahre Zugehörigkeit Basels zur Eidgenossenschaft) mit zwei grossen öffentlichen Feiern den bürgerlich gesinnten Teil der Bevölkerung (und damit die tragende Schicht der Museen) mit lange fortdauernden historisch-patriotischen, für ihren Teil identitätsstiftenden Gesten prägte, bediente man sich der in den Museen zur Verfügung stehenden Bilderwelt der Vergangenheit.

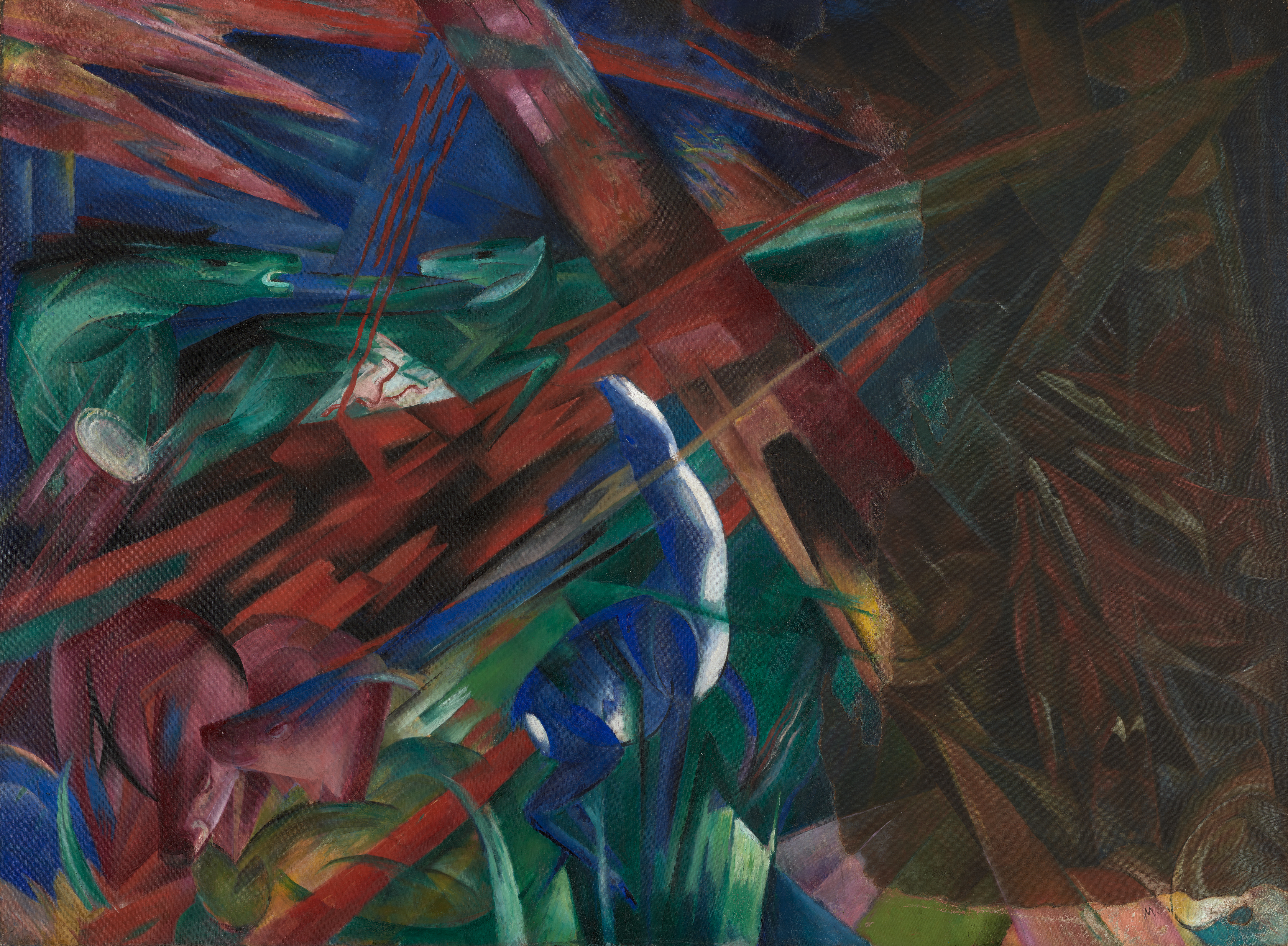
Franz Marc: Tierschicksale, 1913. Das Bild wurde vom Deutschen Reich 1939 als «entartete Kunst» angeboten und von Basel-Stadt angekauft

Spätestens nach dem Epochenbruch des Ersten Weltkriegs und angesichts der gesellschaftlichen und kulturellen Entwicklungen wurden für die Basler Museen der Geltungsanspruch des Bürgertums und dessen in ihnen institutionalisierte Selbstdarstellung zum Thema. Die Auseinandersetzungen über das Verhältnis der Museen zur Moderne führte man insbesondere auf dem Gebiet der bildenden Kunst. Der Bau eines eigenen Museums für die Basler Kunstsammlung entzündete in den späten 1920er-Jahren eine «Monumentalitätsdebatte», in der die Vertreter des zweckorientierten Neuen Bauens die am Ende gewählte überzeitliche Palastform als Machtdemonstration eines konservativen und «geistig erledigten» Kulturverständnisses ablehnten. Im Gegensatz zum architektonischen Gestus und zum antimodernistischen Zeitgeist der 1930er Jahre wurden von den 1920er-Jahren bis zum Ausbruch des Zweiten Weltkriegs entschieden moderne Werke angekauft. 1934 kamen erstmals ein Bild Vincent van Goghs und ein Ensemble von 134 Zeichnungen Paul Cézannes in die öffentliche Kunstsammlung. Die 1933 gegründete Emanuel Hoffmann-Stiftung unterstützte das Kunstmuseum dabei und zog mit ihren zeitgenössischen Werken 1940 in das Haus ein. Den Durchbruch für die Veränderung des Gesamtprofils brachte der Sonderkredit des baselstädtischen Parlaments 1939 für den von Museumsdirektor Georg Schmidt angeregten Ankauf von deutschem Museumsgut, das die Nationalsozialisten als «entartete Kunst» diffamiert hatten.

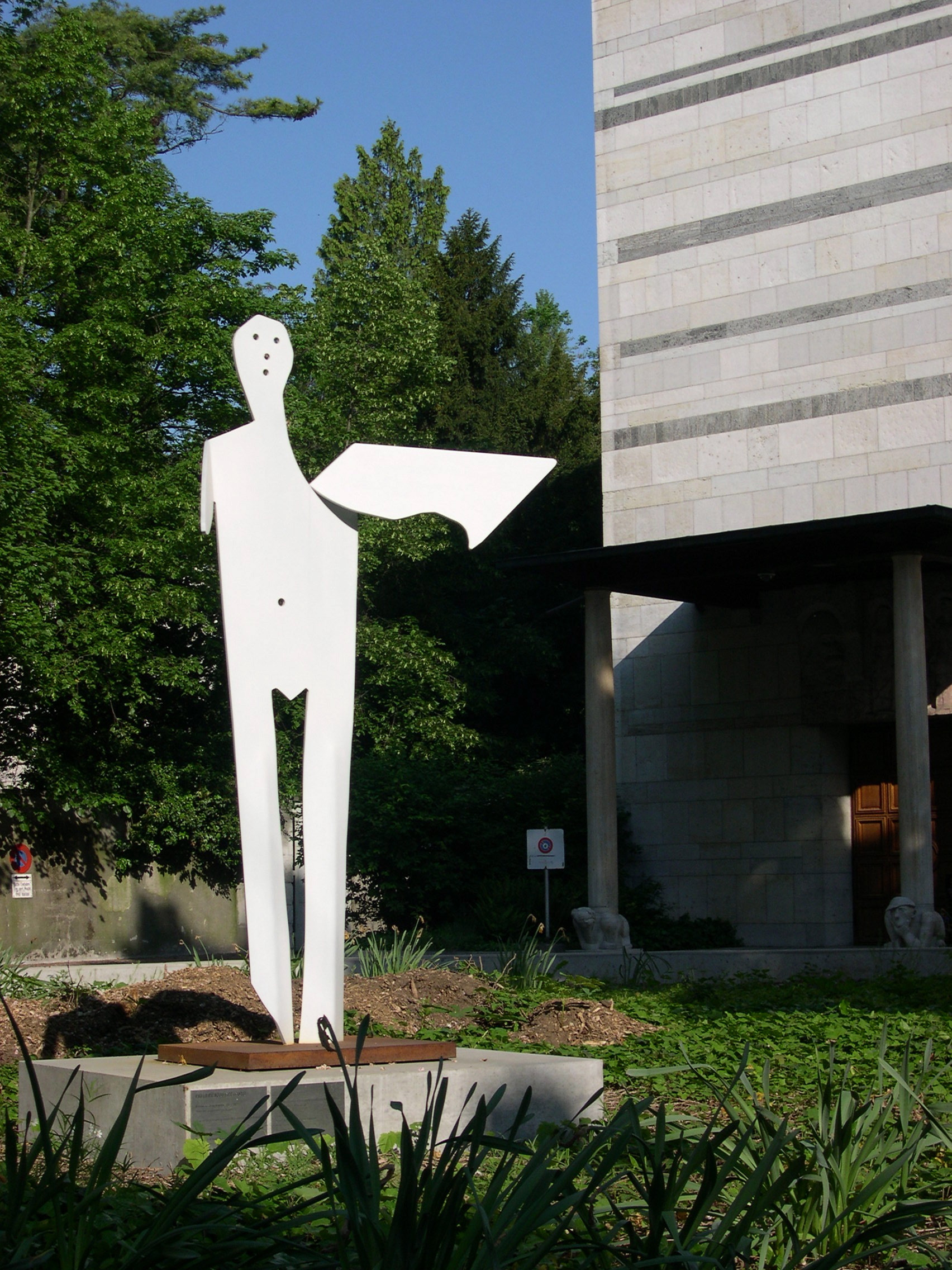
Homme aux bras écartés auf dem Picassoplatz hinter dem Kunstmuseum, 2008

Die Etablierung der klassischen Moderne im Kunstmuseum setzte sich mit der kontinuierlichen Anschaffung insbesondere US-amerikanischer Nachkriegskunst fort. Für das Etikett «Museumsstadt», das Basel beansprucht, hat das heftig umstrittene und erfolglose Referendum gegen den Ankauf von zwei Picasso-Bildern 1967 einen herausragenden Stellenwert und ist in der bereits angesprochenen Basler Erinnerungskultur ein Schlüsselmoment für die Verklammerung von Gesellschaft und Museum.

### Demokratisierung, Popularisierung
Trotz der plebiszitären Bestätigung für den traditionellen Museumsbetrieb befand sich dieser seit den späten 1960er-Jahren in einer dauerhaften Krise. Diese Krise, die nicht nur in Basel zu konstatieren war, entsprang der tiefgreifenden, sozialpolitischen Neubewertung des Kulturellen. Die Ankäufe des Staatlichen Kunstkredits und die Weihnachtsausstellung 1967 in der Kunsthalle Basel veranlassten die als «Farnsburgergruppe» bekannt gewordene Vereinigung zurückgewiesener Künstler zu heftigen Protesten. Schliesslich befasste sich auch das Kantonsparlament mit den angesprochenen Problemen. Die Ereignisse führten zur Frage, ob Basel – nun abschlägig verstanden – «nur Museumsstadt» sei, und zu einer breit angelegten Debatte über die Förderung junger Künstler und das Funktionieren der Museen. Die Gründung des Ausstellungsraumes Klingental einige Jahre später hängt direkt mit den damals thematisierten Defiziten zusammen.

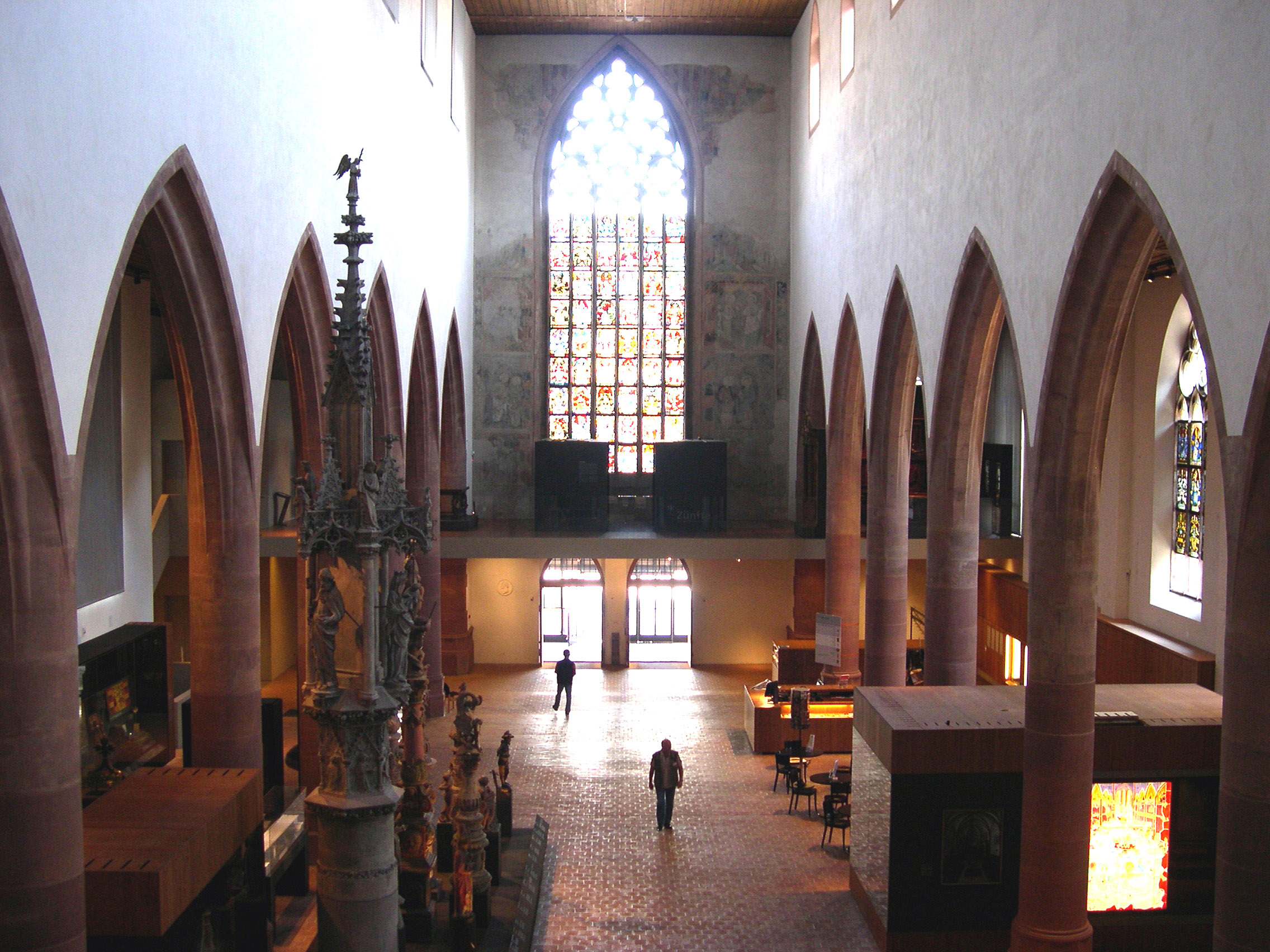
Historisches Museum: Die für ein Laufpublikum frei zugängliche Halle der Barfüsserkirche, 2008

Die ab den 1960er-Jahren eingelöste Demokratisierung bedeutete eine Abkehr vom Elitären zugunsten des Egalitären und Abbau von Schwellenängsten. Das kurzlebige Progressive Museum (1968–1974), in dessen Fokus das konstruktivistische Schaffen der 1960er Jahre im Umkreis der Nouvelles Tendances stand, bezweckte, «eine moderne Sammlung anzulegen, die von Anfang an der Oeffentlichkeit zugänglich sein» sollte, und wollte jede «säkularisierte Feierlichkeit» vermeiden. Der Ausbau von Vermittlung und Bildung, ebenfalls ein auf diese Zeit zurückgehender Auftrag, konnte nur mit mehr Mitteln geleistet werden. Jedoch machte sich seit Mitte der 1970er Jahre auch eine zunehmend angespannte und dauerhaft schwierige Finanzlage der öffentlichen Hand bemerkbar. Ein Museologie-Studium an der Universität Basel konnte wegen Geldmangels nur 1992–1994 angeboten werden. Mitte der 1990er Jahre wurde durch Regierungsbeschluss der Etat der staatlichen Museen um zehn Prozent gekürzt, und zwei Museen, das Museum für Gestaltung und das Stadt- und Münstermuseum, mussten als Folge davon 1996 schliessen. Die in der Folge heftige Debatte und der Druck einer Volksinitiative zugunsten der baselstädtischen Museen führten 1999 zum baselstädtischen Museumsgesetz, das den Bestand der verbleibenden fünf staatlichen Museen (Antikenmuseum, Historisches Museum, Kunstmuseum, Museum der Kulturen, Naturhistorisches Museum) in die Hand des Parlaments legte. Als zentraler Teil der Kulturausgaben sind die Museen auch Teil der seit einigen Jahren intensivierten Diskussion zwischen den beiden Basler Kantonen über die Abgeltung der städtischen Zentrumsleistung im Rahmen eines Finanzausgleichs.
Die Museen sind seit den 1980er Jahren zugleich popularisiert und ästhetisiert worden. Seit den 1980er-Jahren hat eine Welle von Museumsneubauten eingesetzt, deren avantgardistische Architektur internationale Bekanntheit erlangt hat. Viel zur Popularisierung trug das Ausstellungskonzept des Musée Sentimental bei, das auf die prosaisch-alltägliche Erlebniswelt fokussiert und 1989 zu einer gleichnamigen Ausstellung im Museum für Gestaltung führte. Die jährliche Basler Museumsnacht zählt rund hunderttausend Eintritte, die Museen haben zwischen 1,2 und 1,7 Millionen Besucher pro Jahr. Die Bevölkerung spricht den Museen eine «tragende Rolle für das Bildungsangebot in der Freizeit» zu. Museen wirken in einem Umfeld, das mehr und mehr den Bedingungen des Freizeit- und des freien Markts ausgesetzt ist, und werden als Standort- und Wirtschaftsfaktor begriffen. Die Sonderausstellung Tutanchamun des Antikenmuseums mit 600.000 Besuchern brachte der Basler Hotellerie 2004 eine Übernachtungszunahme von rund 6 %. Unter ungünstigen Bedingungen generieren die Basler Museen eine Wertschöpfung von mindestens 41 Millionen Franken im Jahr (bis knapp 55 Mio. Franken unter Einbezug des Museums am Burghof und des Vitra Design Museums). Im Unterschied zum Staat hat der Einsatz privater Gelder im Museumsbereich deutlich zugenommen. Gelder von Mäzenaten oder Sponsoren spielen in der Finanzierung von Ausstellungen, Sammlungsteilen oder ganzen Museen eine immer wichtigere Rolle und sind dementsprechend umworben. Diese Konkurrenzsituation spiegelt sich auch in der grossen institutionellen Autonomie der baselstädtischen Museen wider, die als einzige Staatsbetriebe nach der privatwirtschaftlich beeinflussten Methode des New Public Management geführt werden dürfen.